# 六甲山
六甲山（ろっこうさん）は、兵庫県南東部、神戸市街地の西から北にかけて位置する山塊である。瀬戸内海国立公園の区域に指定されており、また新日本百名山、日本三百名山、ふるさと兵庫50山の一つでもある。一般に「六甲山」は大小の山を含む六甲山系全域（狭義には中央部から東部）を指し、最高峰は特に六甲（山）最高峰と称される。山域は神戸市のほか、芦屋市、西宮市、宝塚市に属す。
山系は南北に狭く、東西方向に長さ数十キロメートルにわたって市街地の北側直近に迫っており、その山並みは神戸や阪神間また大阪市内を含む大阪府内からも天然のランドマークとして扱われている。また裏六甲側からの山系も高い山地に遮られないこともあり、三田市や三木市、天気が良ければ小野市・加東市・加西市・加古川市などの兵庫県中部、姫路市などの兵庫県南西部などからも望むことができる。古くから交通路や観光施設の開発が進められ多くの観光客や登山客を集めている。
以下、本項では六甲山系およびその最高峰について述べる。

## 地理

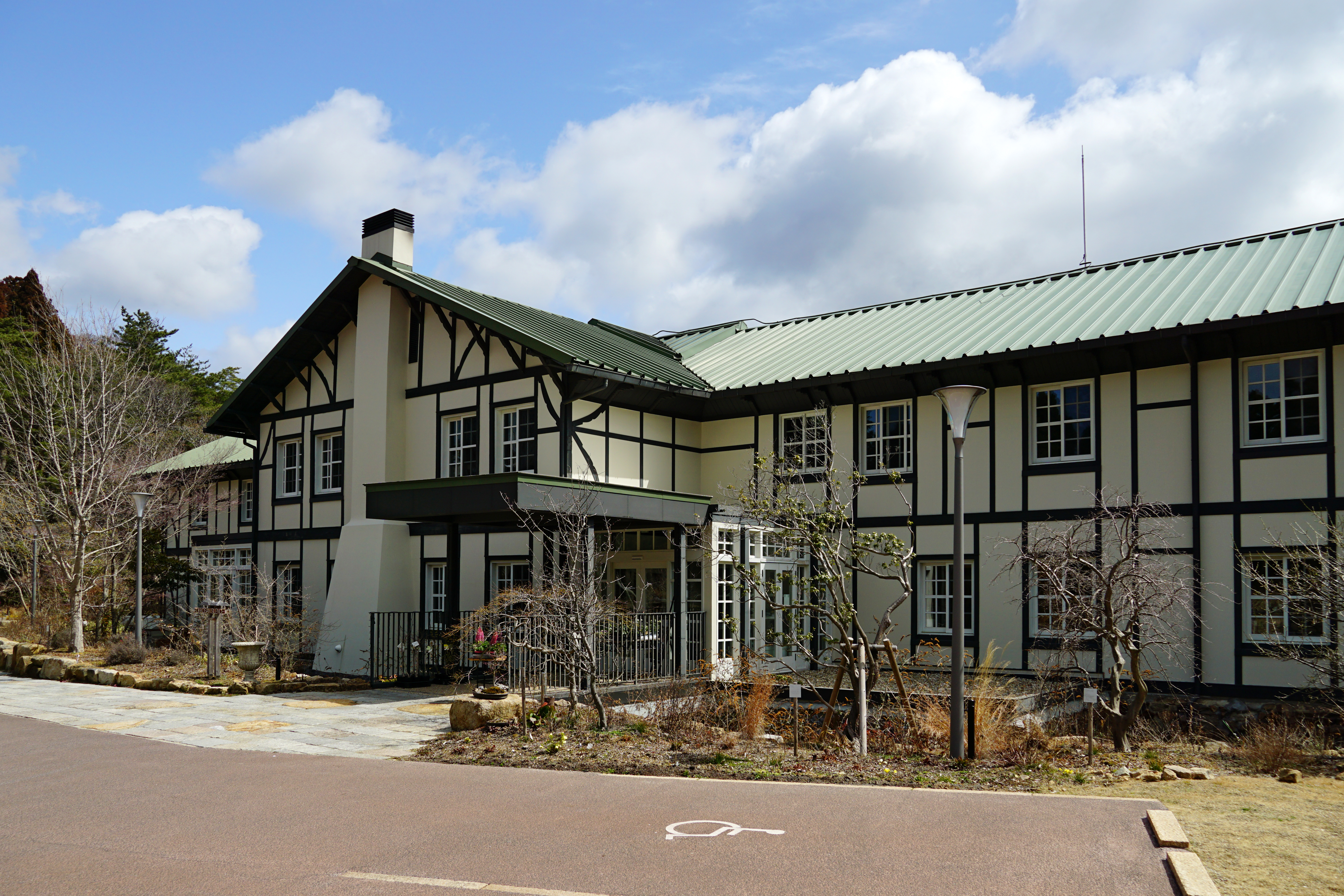
旧六甲山ホテル
（六甲山サイレンスリゾート）

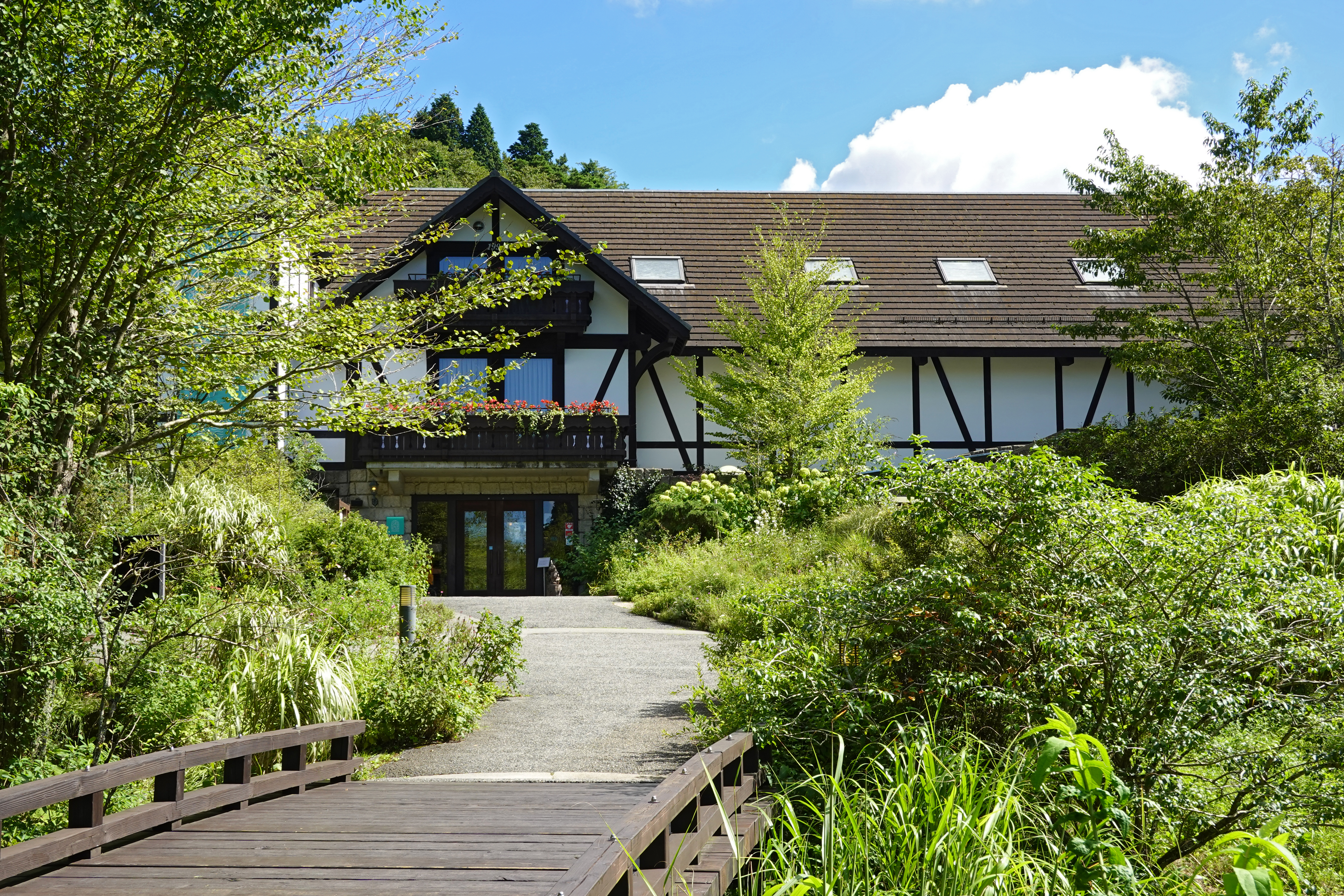
ROKKO森の音ミュージアム

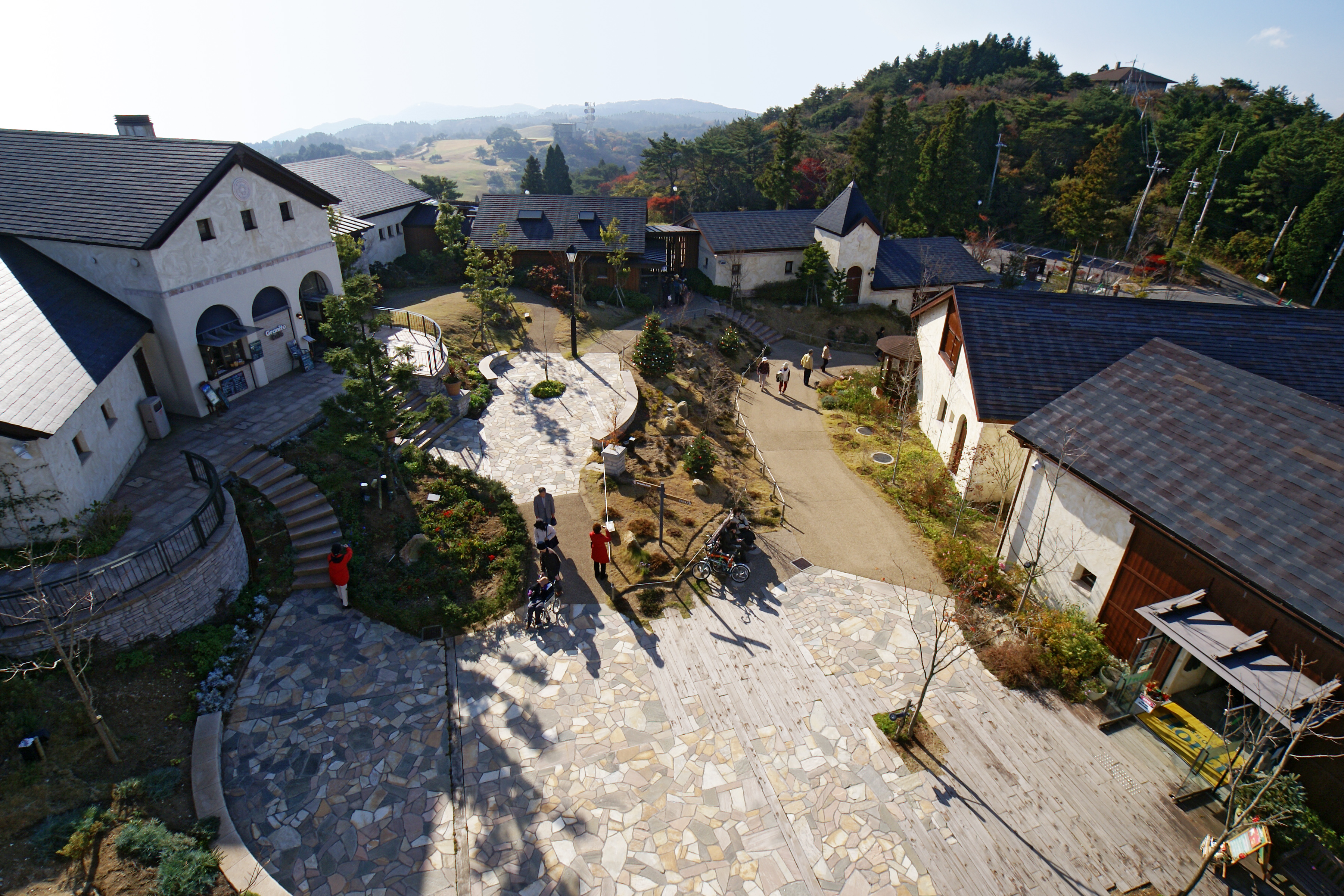
六甲ガーデンテラス

南西端は塩屋駅付近の明石海峡に程近いあたりで大阪湾に接し、そこから山稜が北東方向に伸びる。山系のほぼ中央に位置する摩耶山で方向を東寄りに変え、東灘区と北区の境界に位置する最高峰を経て宝塚駅の西方に達する。東西方向の長さは30キロメートル超であり、南北方向の幅はおおむね5キロメートル未満、最深部の最高峰周辺でも10キロメートル程度である。北西に続く丹生山系とともに六甲山地を形成し、西から北方の西半にかけては播磨平野東部の印南野台地、北方の東半には三田盆地が位置する。また、北東方向に武庫川渓谷をはさんで続く北摂山地とともに大阪平野の北限をつくっている。
東部の一部を除いたほぼ全域が神戸市に、芦屋川流域周辺が芦屋市に、夙川・仁川流域周辺および太多田川・名塩川・船坂川流域周辺が西宮市に、逆瀬川流域周辺が宝塚市に属している。
神戸市と西宮市の市域はこの山系によって南北に分断されているため、多数の道路、鉄道がこの山系を横断して市内を南北に連絡している。（個々の道路、鉄道は本項下部の#交通を参照）また、大阪湾に接している南西端では地形の制約から山陽電気鉄道本線、国道2号、JR山陽本線（JR神戸線）が海岸線に沿って数キロメートルにわたって併走している。そのため国道2号ではボトルネックになっており、第二神明道路がバイパス道路として整備されている。
南に広がる市街地はこの山系に源を発する河川によって形成された、合流扇状地を主とする沖積平野上にある。また、この山系が北西の風を弱めることが、神戸港を良港とした理由の一つである。

### 山上の街
最高峰の西にある神戸市灘区六甲山町の六甲有馬ロープウェー「六甲山頂駅」から摩耶山山頂近くの摩耶ロープウェー「星の駅」にかけて、多くの文化・保養施設やホテルなどが集まって“山上の街”をつくっている。その中にある神戸市立六甲山小学校は神戸市内で一番高い標高にある学校として知られており、冬の入りの風物詩として他に先駆けてストーブに点火する様子が地元のニュースでしばしば取り上げられる。旧六甲山ホテル旧館が関西では数少ないクラシックホテルとして名高いほか、別荘建築として複数の西洋館が現存している（ただし個人所有であるため一般公開されていないものが多い）。神戸六甲鉄道六甲ケーブル線の六甲ケーブル下駅、六甲山上駅の駅舎も開通当初の近代建築で、極めて美しい。
一般人の宿泊できる施設としてはオテル・ド・摩耶（旧国民宿舎摩耶ロッジ）、六甲スカイヴィラ、六甲山YMCA、神戸市立自然の家、オーシャンテラスあじさい他数軒がある。
かつては六甲山ホテル、六甲オリエンタルホテル、摩耶観光ホテルなども存在した。企業の保養所や会員制の別荘なども散見される。

### 六甲山西部
神戸電鉄有馬線より西側、神戸市長田区・須磨区内に位置する高取山、横尾山（須磨アルプス）、鉢伏山・旗振山（須磨浦公園・須磨浦山上遊園）などは須磨ニュータウンと河川によって主山稜と各個に分断されていることもあり六甲山とは区別される場合もあるが、全山縦走の経路であり、地理上もこの山系に含まれる。

## 自然

### 地質・地形
南面が急な傾動地塊（傾動山地）である。

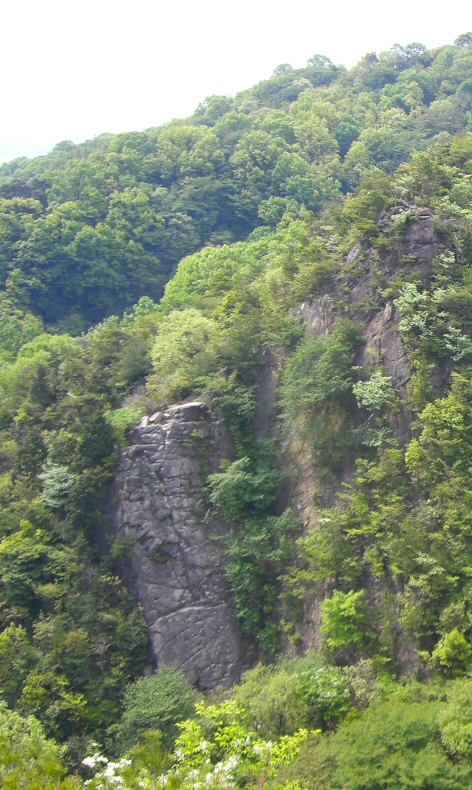
芦屋ロックガーデン

六甲山の大部分は、約1億年前（中生代白亜紀）に地下深くで生まれた花崗岩でできている。第四紀、百万年前以後の六甲変動と呼ばれる地殻変動によって最高部が900メートル以上に至るまで隆起し、現在も変動を続けている。それによって生じた複数の断層が北東から南西に向かって主稜線と平行に走っている。いずれも北西側が東に向かって動く右横ずれ断層であり、横ずれが起こると同時に北西側が高くなる傾向がある。これらの断層は阪神・淡路大震災の震源断層である野島断層などとともに六甲-淡路島断層帯を構成している。
1932年（昭和7年）、京都帝国大学助教授であった上治寅治郎により丸山断層が発見されるまでは、六甲山の成り立ちは、地塁説（六甲山地塁説）で説明されてきており定説となっていた。これは、六甲山の高い中央部を除いた南北の両側が、陥没して低くなり、北側に落ちて谷状の凹地になったのが、現在の箕谷から花山、大池、有馬、さらに生瀬、宝塚にいたる低地帯であり、南側に落ちてできたのが現在の神戸の市街地であり、ずり落ちずに残った高地が現在の六甲山であるという考えである。ところが、丸山衝上断層の発見により、地塁説とは全く逆の、地殻にかかる側方からの圧力により、基盤が上向きに隆起し六甲山を形成したという説が現在では主流となった。
最高峰のすぐ南から神戸市内に向かって南西に一直線に流れる住吉川の谷が、五助橋断層（）・大月断層に相当する。芦屋ロックガーデンなどの断崖の麓にあるのが芦屋断層、その東側で甲山の乗っている北山高原を持ち上げたのが甲陽断層と呼ばれている（断層でできた崖は長い年月の間に侵食されているので、今見える崖と断層の位置はずれている場合がある）。これらの断層によって、南東の西宮市側からは幅広い階段状にわかれて隆起してみえる。なお、六甲山を東西に横断するように貫かれた山陽新幹線の六甲トンネル工事では多くの断層破砕帯を貫通させることとなり大変な難工事であった。
山頂部は比較的平坦な地形が広がっておりゴルフ場やホテル・保養所、各種観光施設が点在している。この平坦な地形は「隆起準平原」と呼ばれるもので、侵食が進んでいない若い山によく見られる地形である。
北斜面は比較的緩やかであるが、東西に走る有馬-高槻断層帯の一部である六甲断層 によってできた断層谷である、蓬萊峡や白水峡などの谷で区切られている。

### 河川と湖沼

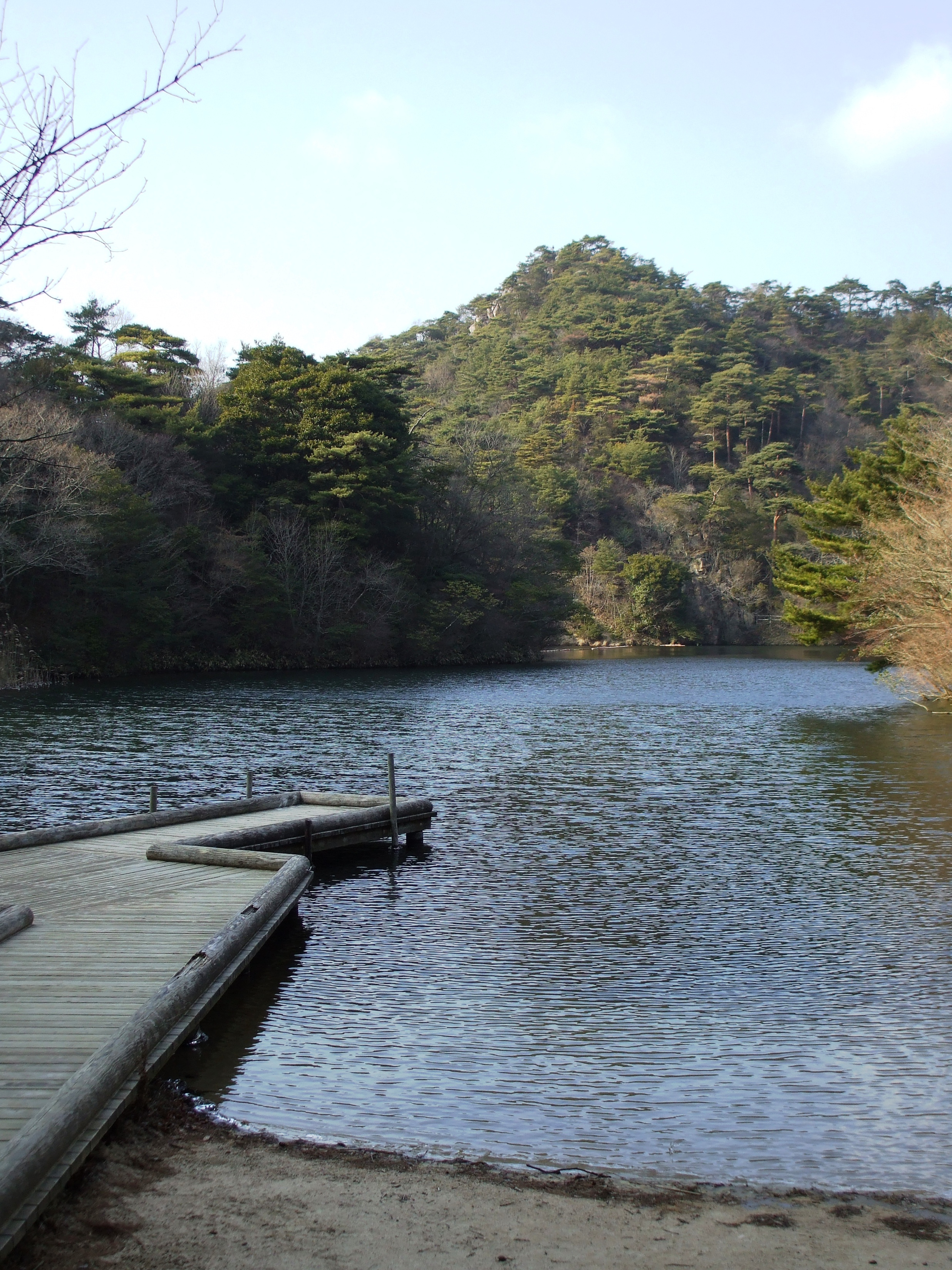
穂高湖

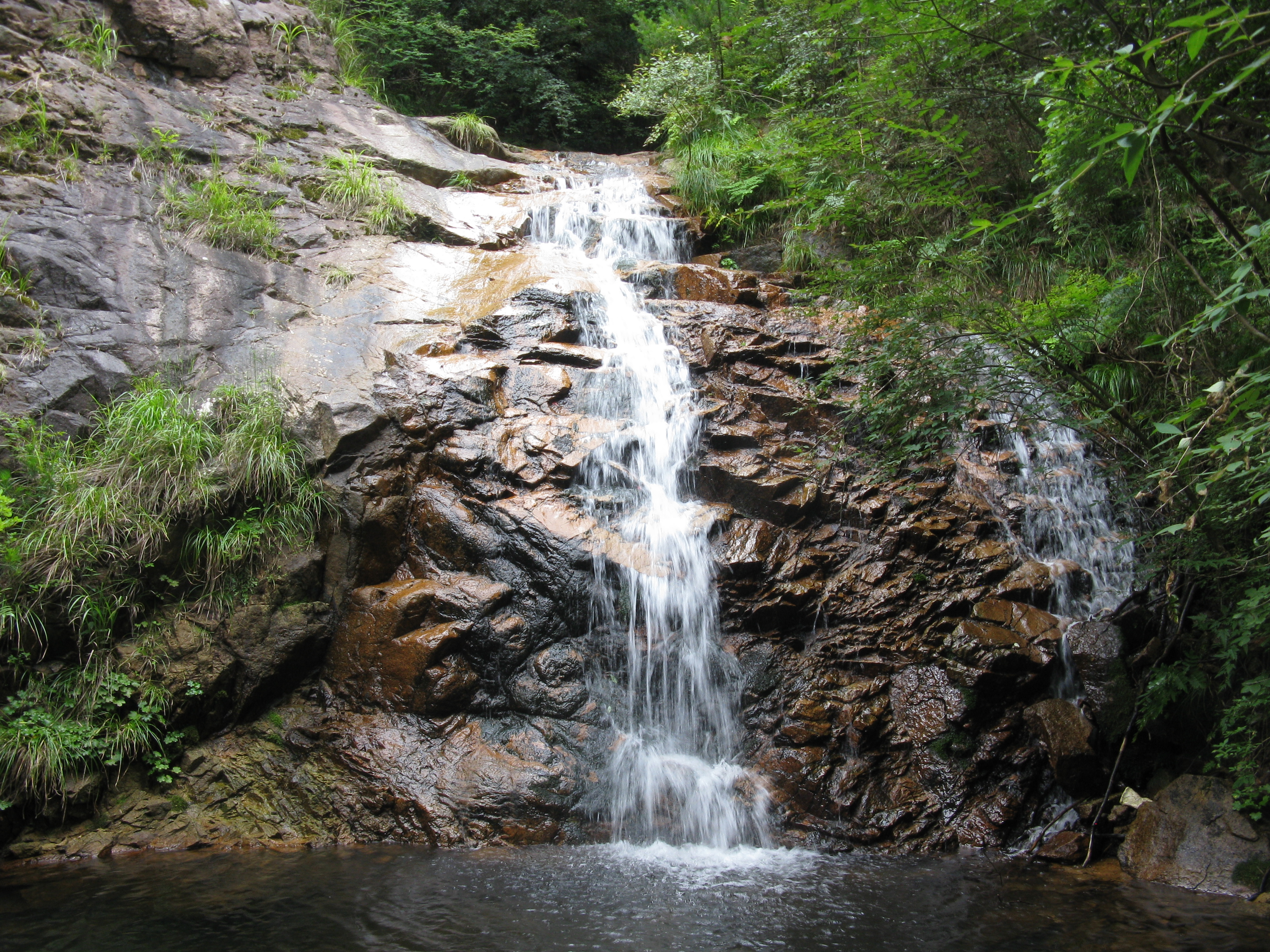
大池地獄谷の地獄大滝

南部には20程度の水系があり、南流して大阪湾に達する。北部は三つの水系に大別され、東端と北東部への降水は武庫川水系によって大阪湾へ、北中部へは加古川水系、北西部へは明石川水系によって播磨灘へ流入する。
南部の河川は河口までの距離が短く、急勾配な天井川が多いため伏流していることも多い。灘五郷の日本酒造りに使われる有名な宮水はそうした伏流水の一つである。南西部には六甲山の隆起以前から存在し、主稜線を分断している先行河川がいくつか見られる。また、いくつかの川沿いには両岸に幅50メートルほどの公園が山麓から河口まで整備されている。これ等南斜面の河川は下流の神戸に度々大水害をもたらし、その予防・減災の為数多くの砂防堰堤が設けられ続けている。
山中には布引の滝をはじめ高座の滝、鼓ヶ滝、地獄大滝、有馬四十八滝など数多くの滝と、穂高湖や三国池などの湖沼が点在している。湖沼では人造湖である金仙寺湖（丸山貯水池）や烏原貯水池が比較的大規模である。
「六甲山北面沢地群」が日本の重要湿地500に選定されている。

### 気候

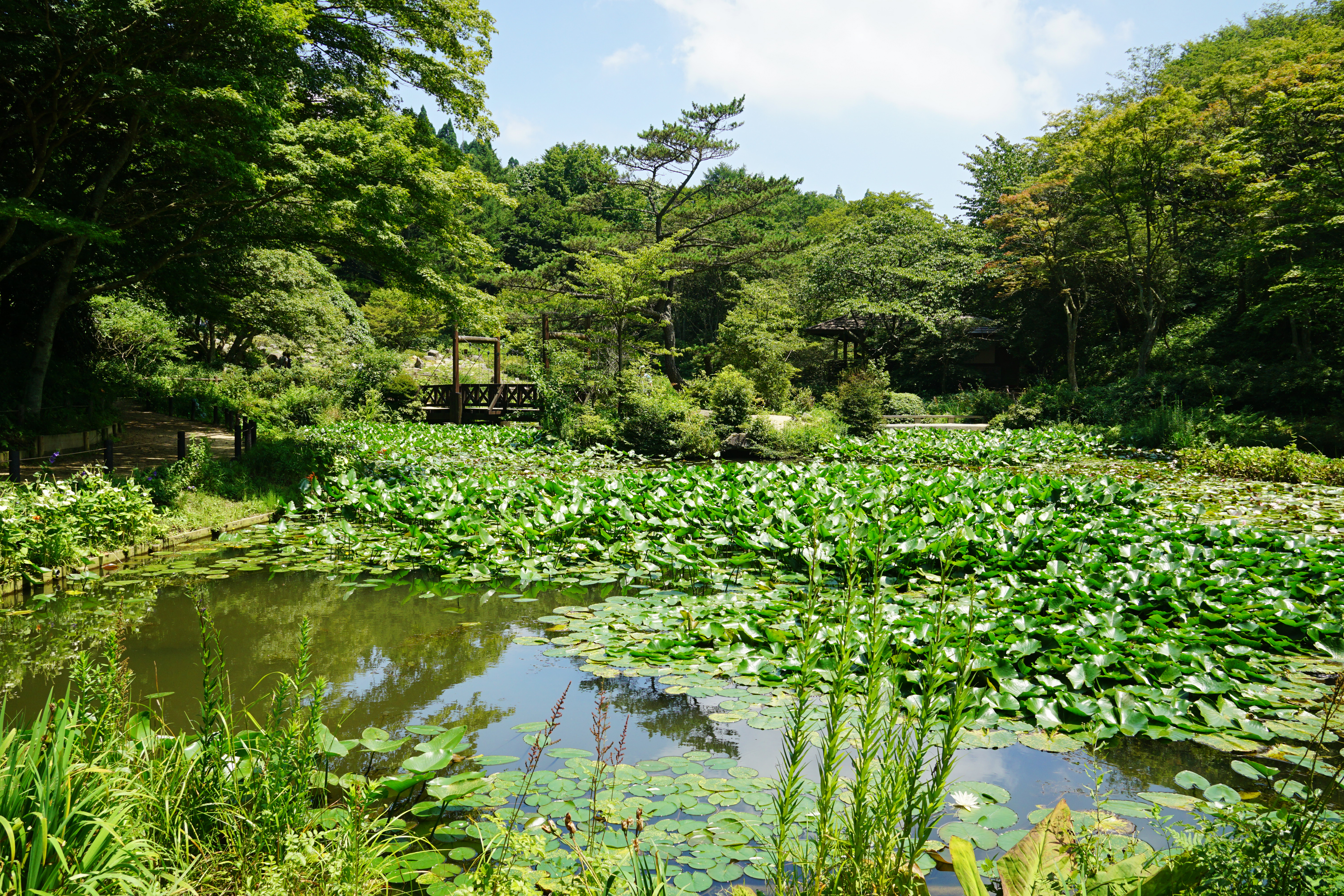
六甲高山植物園

全域が瀬戸内海式気候に含まれ、温暖少雨であるが、山上と北斜面は東北北部から北海道南部の気候に似ていて、比較的冷涼で冬季に積雪する。市街地からの距離に比べて標高が高く、山頂付近が高原の様をなしているために、避暑地としての利用も多い。また複数の植物園が高度ごとに立地しており、特に六甲高山植物園は山上の冷涼な気候をいかし高山植物や寒冷地の植物を栽培している。

#### 六甲颪
冬季に神戸市の北側に位置する六甲山系から吹き降ろす風を「六甲颪」（）と呼ぶ。「比叡颪」や「筑波颪」等と同様、冬場の北西からの季節風が山を越えて太平洋側に吹き降りる際、乾燥して強く冷たい風となって吹くものである。
なお西宮市の阪神甲子園球場を本拠とする、阪神タイガース球団の応援歌『阪神タイガースの歌』も、その冒頭の歌詞にちなんで「六甲颪」の俗称で呼ばれている。この俗称を使い出したのは、元朝日放送アナウンサーでタレントの中村鋭一といわれている。実際に甲子園球場で吹くいわゆる「浜風」は六甲颪そのものとは発生の原理が異なる。プロ野球の最盛期の夏季には「六甲颪」は吹かない。また、同じ西宮市の阪急西宮球場を本拠としていた阪急ブレーブスの球団歌『阪急ブレーブス団歌』の冒頭も「六甲颪に鍛えたる…」となっていた。

### 植生
六甲山は元々緑の山であった。山頂付近は落葉広葉樹林、その他は照葉樹林の森で覆われていたのが古代の本来の姿であった。
近隣に人が進出するにつれ、伐採利用が行われるようになり、森の二次林化が起こった。
江戸時代に入ると燃料や資材として山中の樹木の伐採が進みはげ山化した。江戸末期の神戸港開港はこうした事象をさらに悪化させ、明治初期には地表が露出するほどに荒廃した。当時の神戸港の写真の遠景には草木が全く生えていない六甲山が写っている。現在の緑豊かな六甲山からは想像もできない全山はげ山の姿であった。わずかに最高峰付近と寺院近傍にのみ林が残存していたのみである。

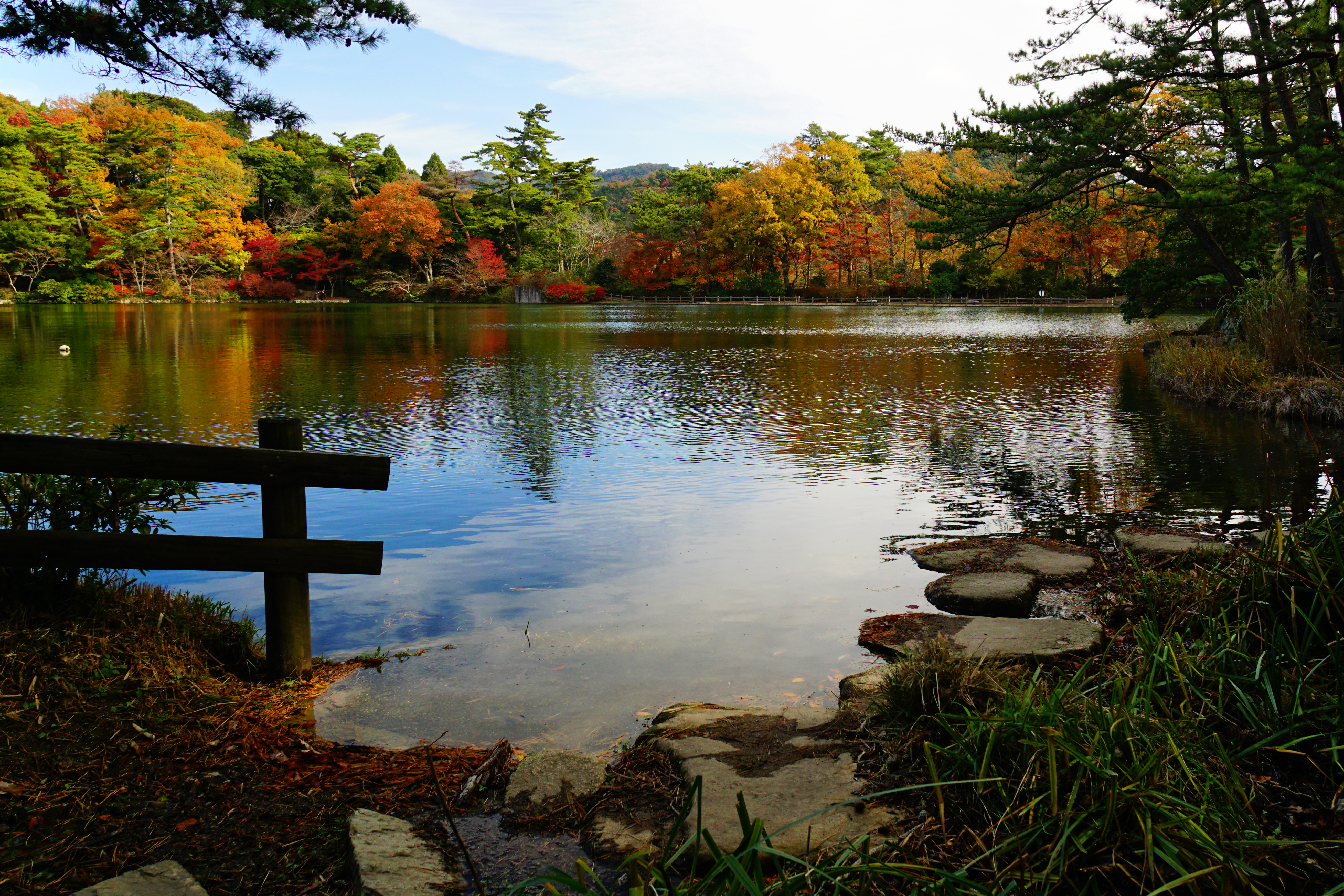
再度山山頂近く（再度公園）

山地の荒廃により、土砂災害を度々招いたことから1895年（明治28年）より兵庫県が砂防事業を開始した。そして1902年（明治35年）からは山地の緑化事業を開始した。これは、スギやヒノキのような商業材ではなく、やせ地にも生育するヤシャブシなどが用いられた。広葉樹林を中心とした治水を目的とした当時としては画期的な緑化事業であった。
ただし、復旧状況は芳しいものではなく、1938年（昭和13年）に阪神大水害が発生（後述）した際、大阪営林局局長は六甲の森林の状態について「不心得の登山家やハイカーによって、山火事はまるで名物となった上、住宅建設のために盲目的伐採が続けられている。これで水禍が起こらなかったら不思議である。樹木はおろか雑草など被覆物すらほとんどなく、赤肌を丸出しにしているのが六甲だ」とのコメントを出している。
その後、森林は回復し、「布引と再度山」が森林浴の森100選に選定されている。また、ひょうごの森百選に域内から複数選定されている。
六甲山には約1700種の植物が自生する。以下は、六甲山自然案内人の会が2006年に発行したパンフレット『六甲山花百選』（2006年）による。

| - 1.マンサク、マンサク科、花期、2 - 3月 - 2.アセビ、ツツジ科、花期、2 - 4月 - 3.キブシ、キブシ科、花期、3 - 4月 - 4.ヤブツバキ、ツバキ科、花期、3 - 4月 - 5.タムシバ、モクレン科、花期、4月 | - 6.ミヤマカタバミ、カタバミ科、花期、4月 - 7.カキドオシ、シソ科、花期、4月 - 8.キランソウ、シソ科、花期、4月 - 9.ウリカエデ、カエデ科、花期、4月 - 10.ショウジョウバカマ、ユリ科、花期、4月 など |

なお、兵庫県立御影高等学校の環境科学部では六甲山におけるキノコの研究や収集を行なっており、周辺施設や兵庫県立人と自然の博物館などにおいて標本 (分類学)の展示会が恒例で実施されており、その数は約340種500点以上を超えており、六甲山における生物多様性や気候変動などの研究成果を上げている。

#### 砂防
六甲山は風化花崗岩でできた地質であるため、地表から草木が除かれ土壌が流出すると雨により崩壊しやすい。
1938年（昭和13年）に空前の阪神大水害が発生し、大きな被害が出た。これを契機に、翌1939年（昭和14年）より六甲山の砂防事業は国（当時の内務省）の直轄事業に移って今日に至る。この時期から植林による砂防から、渓流への砂防えん堤等の設置対策へと比重が移る。
そのため、六甲山は流れる川に砂防の堰堤が多い山としても知られる。国による砂防えん堤が511基、地方自治体によるものも含めると約1000基にのぼる。
砂防事業による効果としては、1967年（昭和42年）の昭和42年7月豪雨にも阪神大水害を上回る雨量で土砂災害が発生したものの、都市化の進行にもかかわらず被災者数、被災家屋は少なくなっていることが挙げられる。
1995年（平成7年）の兵庫県南部地震では、六甲山も崩壊地が多数生じ、新たな危機が浮き彫りとなった。これを契機に、六甲山系グリーンベルト構想が打ち出され、今日に至っている。

### 動物

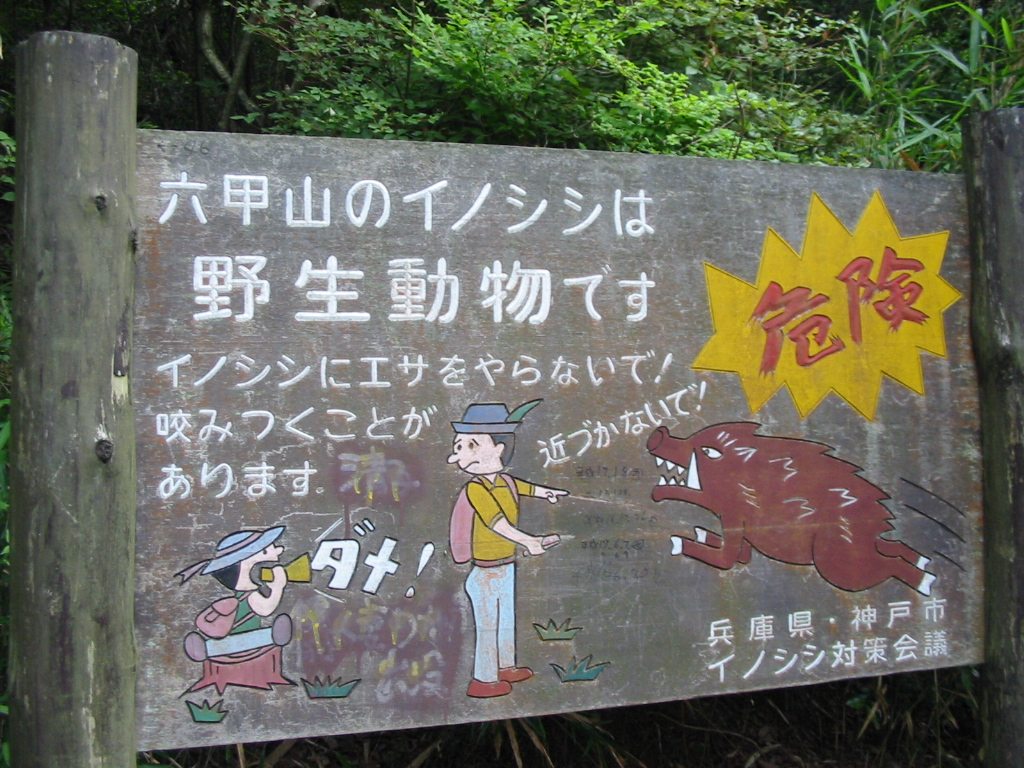
看板

六甲山系では広い範囲で野生の猪が生息しており、登山者に目撃されることが多く、住宅地に出没することも珍しくはない。登山道などでは注意喚起の看板などもあるが、一部で餌付けされている猪もおり人を恐れない猪も生息する。2009年（平成21年）6月には神戸市中央区の狐川で、10日以上閉じ込められていた猪の子どもを県の鳥獣保護員らが救出して山に放された。害獣であり「野生動物は自然のままに」と静観していたが住民などの声などで方針を転換、捕獲後に山に放して論議となった。過去には飼い犬が殺されたり、人が噛まれたりしており注意が必要である。

### 六甲山の天然水と宮水
六甲山は花崗岩が主体の山塊であり、山に降った雨が長い年月をかけて浸透し、濾過された水が伏流水として地下を流れる多くの地下水脈があり、市街地などの一部でミネラル分の多い湧水として採取も可能である。また、川となって生田川の源流ともなる布引渓流は名水百選にも選定されており、1日あたり数千 - 数万トンの河川流量を有する天然のミネラルウオーターとして昔から重宝されてきており、その水を水道水として確保するために1900年（明治33年）に完成した布引五本松ダム(国の重要文化財)から神戸港に停泊する船舶に送られる六甲山の水は「赤道を越えても腐らない水」として寄航する世界の船舶関係者から称賛され、「コウベウオーター」（KOBE WATER）の名で知られた。また1983年（昭和58年）にはハウス食品から灘区の採水場の水源を用いた「六甲のおいしい水」の商品化も図られ、六甲山の水のおいしさを世に知らしめることになった。以前には新神戸トンネル内での湧水を汲み取ることが可能だったが後に廃止されており、布引渓流でも直接湧水を汲める場所はない。現在では水の採水場所は限られており、有料の採水所などがいくつか市街地に存在する。なお、神戸市で用いられる水道水の一部には六甲山を水源とする布引五本松ダムや住吉川の水が使用されているが、ブレンドされた水であり、大半は淀川からの水である（詳細は神戸水道#現在を参照）。
また、西宮市から湧出する宮水は日本酒造りに適しており江戸時代後期頃からその存在が知られている。日本一の酒造業地帯である灘五郷の酒造りには欠かせない名水として知られ、多くの酒造会社の井戸がある。宮水は硬度が高く、リン含有量が高く、鉄分が少ないという特徴があり、西宮から神戸市灘区の酒造地帯では六甲山からの寒風の吹き降ろし六甲颪と三木市などで生産される山田錦とあわせおいしい日本酒造りには欠かせない最適な水とされている。（詳細は宮水を参照）さらに、夙川・芦屋川・住吉川・都賀川・生田川などの河川の急流を活用した水車による精米技術を早くから取り入れたことで大変酒質が向上し、灘の酒の大量生産が可能になったのも地の利を生かした六甲山の恩恵のひとつである。

## 歴史

### 近世以前
この地帯は古くから「むこ」の名称で呼ばれ、武庫、務古、牟古、六兒、無古などの字が当てられており、『日本書紀』神功皇后摂政元年の条には「務古水門（）」の記載がある。語源については、畿内から見て「むこう」を意味するという説が有力であるが、諸説があるという。六甲山全山はかつて廣田神社の領地であり、吉田東伍『大日本地名辞書』の「広田神社」の項に、祭神名の撞賢木厳御魂天疎向津比売命と関連して「向津は武庫津というに同じ」とあり、廣田神社祭神向津姫（瀬織津姫）との名称の一致がみられる。「六甲」の字が当てられるのは比較的最近で、元禄時代にできた『摂陽群談』に見られるのが初期の例であり、享保年間の『摂津志』には「武庫山一名六甲山」の記載が見られるという。
古くから急峻な地形であることから山岳修行の山でもあった。768年（神護景雲2年）には和気清麻呂によって再度山山頂近くの南斜面に大龍寺 (神戸市)が開かれた。山号は空海が2度参詣したことに由来するという。
奈良時代には律令制下で農地増加を図るために墾田私有を認めたことに始まる荘園制度が確立され、中央貴族、大寺社、地方の富豪が山林を開墾して荘園が拡大し、山麓部の森林はカシやシイからなる常緑樹林から二次林であるアカマツ林やコナラ林へと推移した。また、周辺の寺院や城砦の建設資材を供給するため樹木の伐採や土地の改変、御影石などの砕石が行われた。
平安時代には末期の1180年（治承4年）平清盛の主導で造営が進められた福原京の資材は六甲山から供給された。平氏が神戸に拠点を置いたことから源氏との戦い（治承・寿永の乱）では1184年（寿永3年/治承8年）の一ノ谷の戦いなどの戦いが勃発したため、六甲山の中腹や奥山まで森林が荒廃するようになった。また、南北朝時代には1333年（元弘3年）の摩耶山合戦や1336年(建武3年)の湊川の戦いがあった。室町時代後期には応仁の乱にまつわる1469年(文明元年）の兵庫焼き討ちなどで荒廃が進んだ。
鎌倉時代から安土桃山時代（戦国時代）には1333年（元弘3年）赤松則村により築かれた摩耶山城では摩耶山天上寺を城郭として修築したほか、1334年（建武年間）再度山上に多々部城（たたべじょう）などの山城が築かれた。1580年（天正8年）には荒木村重が花隈城に篭って、山路城（諏訪城）の池田恒興と戦った花隈城の戦いなどの争いがあり、これらの戦いと復興のたびに周辺の樹木の伐採などが大規模に行われた。さらに、1590年に天下統一を成し遂げた豊臣秀吉政権時は「武庫山の樹木の伐採勝手たるべし」との徳政令が出たこともあり、六甲山の「禿山」化がさらに加速した。以降、1615年（慶長20年）の大坂夏の陣で焼失した大坂城を再築した徳川幕府による大坂城再築事業では、2代将軍徳川秀忠により石垣の調達を大名に命じて1620年(元和6年)から1629年（寛永6年）までの約10年の歳月をかけ石垣の採掘を行い大坂城へ運び込まれた。なお、各所の藩の名が彫られた刻印石が残る搬出途中で放棄された巨大な「残念石」が現在でも甲山森林公園や六麓荘町など西宮市から神戸市にかけた東西約6キロメートル、南北約2キロメートルの山麓周辺に放置されており、これらは「徳川大坂城東六甲採石場」と呼ばれる。
江戸時代には山麓の人々が山中の谷奥に溜池を築き、牛の飼料や屋根に葺く萱、燃料の薪や土壁などの様々な生活物資を求めて奥地にまで及び荒廃はさらに進んだ。あわせて山火事も多発することとなって、明治初期には六甲山一帯は禿山で、所々に芝草が生育している程度まで人々の手で荒廃された山であったとされる。

### 明治時代

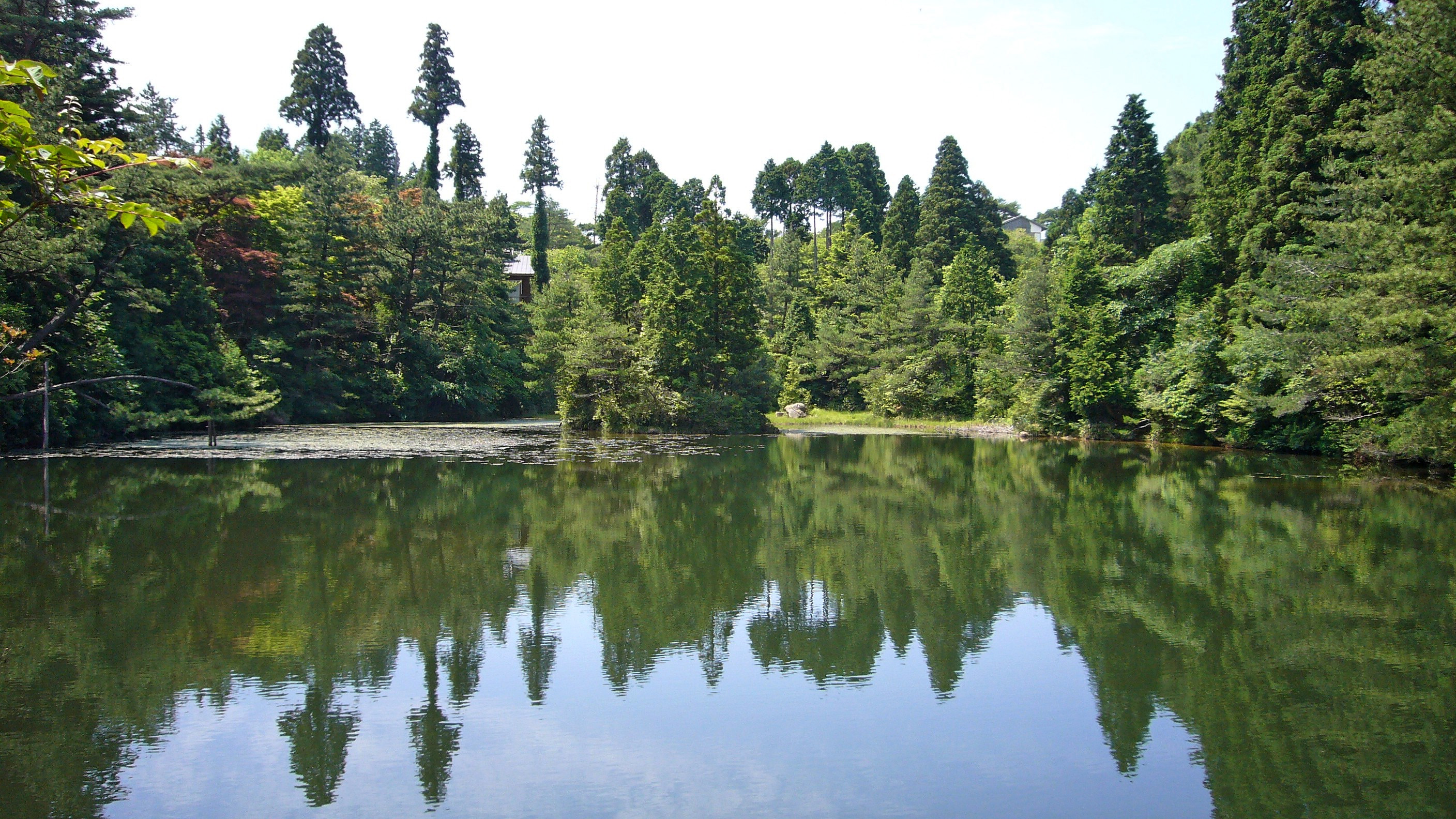
三国池。畔にグルームの山荘があった

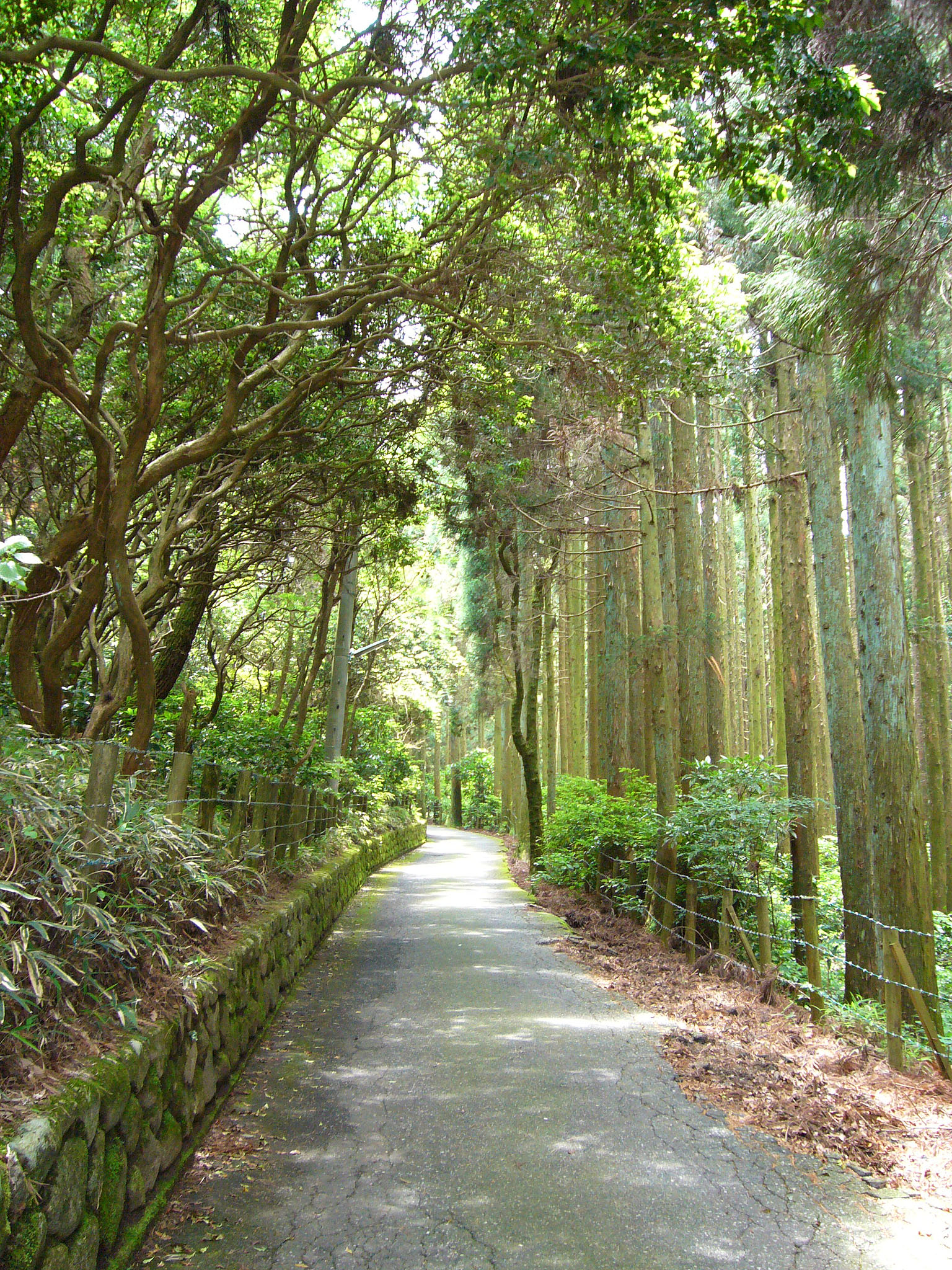
記念碑台東の小径。別荘・山荘と保養所の街

現在の六甲山観光は、明治時代以降に神戸外国人居留地の欧米人によって開発されたハイリゾートに始まる。山頂エリアにはイギリス人グルームらにより造成された日本で最初のゴルフ場である神戸ゴルフ倶楽部がある。山頂エリアの山道は「シェール道」「シェール槍」「アゴニー坂」「ドゥントリッジ」「トゥエンティクロス」など、当時の外国人により命名されたものが現在も使われている。
開発とともにはげ山化も進み、1881年（明治14年）に神戸を船で訪れた牧野富太郎が、「六甲山のはげ山を見てびっくりした。はじめは雪が積もっているのかとも思った」 という感想を記すほど状況が悪化していた。
明治政府から派遣された巡察使は、六甲山を「土砂が流出し、山は骨と皮だけになっている」と語り、河川の氾濫を防ぐため植林を実施する必要性があることを訴えた。1895年（明治28年）の大水害を契機に防災工事が実施されることになり、緑化を目的とした山腹工事が六甲山系東側の逆瀬川上流で開始され砂防堰堤などが建設された。1896年（明治29年）に神戸市でも大水害があり、同年の河川法、翌年の1897年（明治30年）の砂防法、森林法の制定に伴い、1901年（明治34年）神戸市でも本格的な六甲山での緑化及び災害対策が開始され植林調査が開始された。1902年（明治35年）から1912年（明治45年）まで年々少量の補植を施して1915年（大正4年）までに神戸市は山地約600 haに合計約334万本を植栽した。マツ、ヒノキ、クヌギ、スギ、カシ、クス、ヒメヤシャブシ、ケヤキ、ポプラ、ハゼノキ、クリ、カエデ、コブシ、イチョウなど多種多様の樹木の植栽と手入れを継続して行ない、それらは昭和初期の頃まで続いた。
1899年（明治32年）7月5日から約1年に渡り、兵庫県の有馬温泉を中心とする六甲山周辺で続いた群発地震、有馬鳴動があった。

### 大正から戦前
神戸や大阪など人口の多い都市部に隣接した六甲山の開発は官民が競って争う場となった。また第二次世界大戦前から阪神急行電鉄（現在の阪急電鉄）と阪神電気鉄道は当時から敵対するライバル同士でありこの六甲山の開発事業もしのぎを削ることになる。後に阪急系となる六甲山ホテルが1929年（昭和4年）に六甲山初の本格ホテルとして開業し、1931年（昭和6年）に阪急系の六甲登山架空索道（ロープウェイ）が先行開業した。翌年の1932年（昭和7年）には阪神系の六甲越有馬鉄道（後の六甲摩耶鉄道、現在の神戸六甲鉄道）六甲ケーブル線が開通し、それにあわせるように1934年（昭和9年）に阪神系の六甲オリエンタルホテルが営業を開始し、私鉄大手2社による本格的な六甲山上への観光客の争奪戦が始まることになった。また六甲山上でのバス認可などでも両社の激しい攻防が繰り広げられた。
神戸市では1929年（昭和4年）民間からの鉄道やバスなど各種の開発要請のある中、市の背山一帯を「理想的の大公園と化する」計画をし、道路整備や公園の整備、山上には植物園や高山植物園などの開発計画を練っていた。
明治から順次緑化整備が進められていた六甲山であるが1928年（昭和3年）の山火事や1938年（昭和13年）の阪神大水害における各地での甚大な山腹崩壊、さらには太平洋戦争の激化で再度荒廃の道を歩むことになる。
なお、1909年（明治42年）から1932年（昭和7年）にかけては大谷光瑞が六甲山麓の通称「岡本山」に建設した別邸である二楽荘があり、各施設内をつなぐための3本のケーブルカーまで設置された壮大かつ華麗な邸宅が存在していた。

### 戦中・戦後
1944年（昭和19年）に戦争の影響で六甲登山架空索道と六甲越有馬鉄道六甲ケーブル線の双方の路線が不要不急線に指定されて運行が休止された。六甲越有馬鉄道六甲ケーブル線は設備の撤去がなされないまま戦後を迎えたため、その後営業運転を再開できたが、設備の撤去がなされた後でロープウェイを失った阪急側は六甲登山架空索道の復旧の代替としてマイカーブームを見越した上で表六甲ドライブウェイの開発整備を神戸市と協力することで、そのドライブウェイを使った阪急六甲駅から直行の山上行きの阪急バスを運行する運びとなり、失ったロープウェイの代わりとなる六甲山上へのアクセスを確保した。戦後、六甲山の復興に重要な役割を果したのが阪急電鉄の創業者である小林一三（逸翁）であった。小林は持ち前のアイデアを発揮し戦後に荒地となってしまった六甲山復興策を練った上で、兵庫県や神戸市などへ各種の折衝や提案などをしたとされ、今日の六甲山開発の功績者でもある。
山頂付近は、第二次世界大戦中より港湾都市である神戸 - 尼崎を防衛するために日本陸軍の高射砲陣地が設けられた（陣地は山腹にも複数設けられた模様）。戦後は米軍の進駐により高射砲陣地は米軍に接収され、そのまま通信基地となった。大型のパラボラアンテナが設置され、1992年に返還されるまで約半世紀にわたり近畿地方唯一の在日米軍施設として民間人の立ち入りができなかった。（その後、近畿地方内には2014年に経ヶ岬通信所が新設されている。）米軍より返還後も山頂付近の片隅（東灘区内）に、米軍施設時代より遙かに小規模な自衛隊六甲無人通信中継所施設が置かれている。普段は無人だが、阪神・淡路大震災後の自衛隊の救援活動時には、特設無線中継所として一時的に有人化され施設増強が図られた。
神戸市街に隣接していることもあり、山頂エリアへはケーブルカーと山上バスを乗り継ぎ、歩いて到達することができる。また、山上バスからロープウェーで山を越えていくと有馬温泉に至るという、観光上恵まれた立地である。山頂エリアには様々な文化・保養施設があり、企業の保養所や個人の別荘も点在して一つの町が形成されている。また近畿自然歩道をはじめとする多数のハイキングコースが整備されており、西隣の摩耶山には日本三大夜景として知られる掬星台がある。
この海岸線に迫る六甲山系に迫られ、東西に長く狭い市街地を形成する神戸市は、鈴蘭台の開発や六甲山系西部（須磨区）地域の山地を開拓し、その開発地周辺のインフラを整え、地下鉄などの公共交通機関も整備した上で住宅地として開発し須磨ニュータウンなどの街づくりを行った。また、そこで得られた山地を削った土砂をベルトコンベア（須磨ベルトコンベヤ）などで運搬し、海岸埋立地用の土砂にすることで、ポートアイランドや六甲アイランドなどの人工島の造成や湾岸エリアの埋め立てを行い、海上にも新しい都市をつくることで神戸市の経済的発展に大きく寄与する運びともなった。
なお、神戸市ではこれより先の1960年（昭和35年）には既に灘区鶴甲に存在した「鶴甲山」（標高327メートル）を宅地造成して鶴甲団地を開発しており、その土砂は地下ベルトコンベアで神戸東部第一工区（灘浜東町）や第二工区（御影浜町・住吉浜町）に運ばれ湾岸埋め立て用土砂として使用されている。同様に、1963年（昭和38年）には東灘区の「渦森山」（標高385メートル）を切り開き、住吉川沿いに専用ダンプカー道を設けて土砂が運搬され渦森台団地が完成している。これら六甲山の資源を湾岸開発や宅地造成などに用いた神戸市の開発事業は「山、海へ行く」と称された。

## 登山

### 近代登山発祥の地

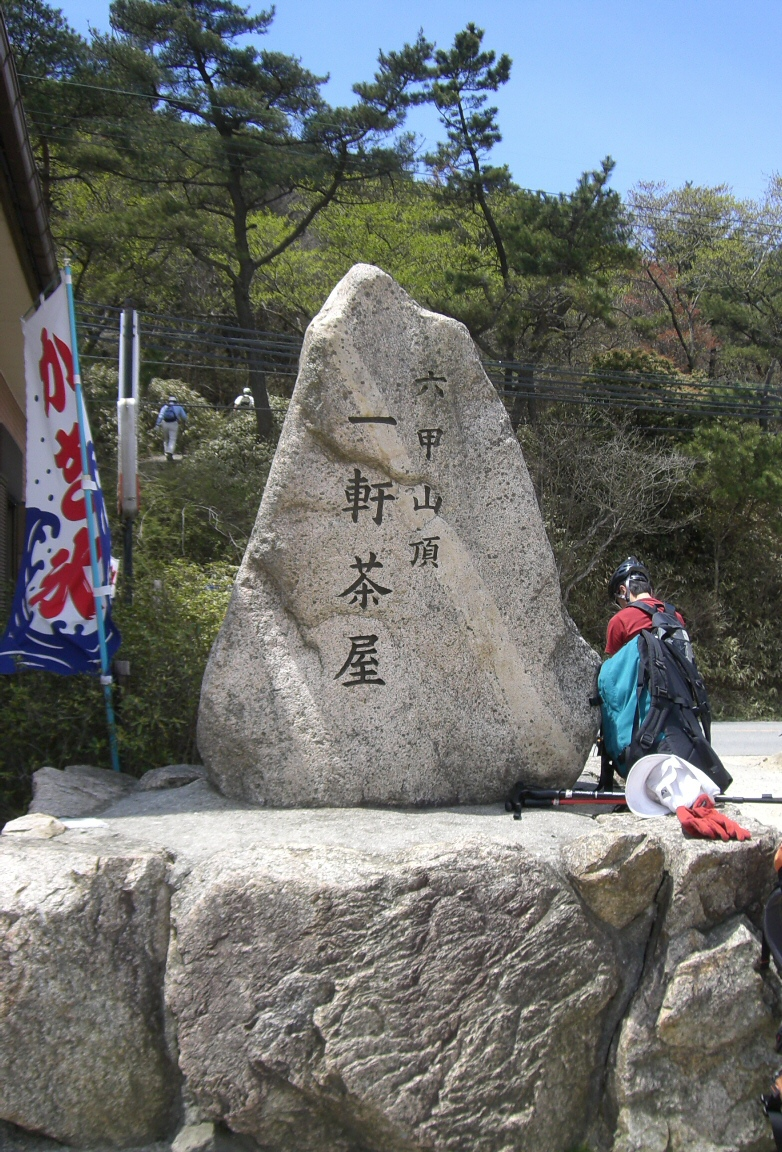
一軒茶屋の石碑

江戸時代までの登山は 山を神体山として山頂を訪れる信仰登山（山岳信仰）が多かったが、六甲山にはそのような大きな信仰対象は無かった。しかし山の北側には有馬温泉があり、海岸の漁港から温泉街に新鮮な魚を運ぶための「魚屋道（ととやみち）」が山頂のすぐ横を通っていた。魚屋道の休憩所として山頂近くに「一軒茶屋」があって、現在でも登山者の憩いの場として営業している。
西洋式の登山としては、1874年に、ガウランド、アトキンソン、サトウの三人の外国人パーティが、ピッケルとナーゲルを用いたいわゆる近代登山を日本で初めて六甲山で行った。ガウランドは1881年に槍ヶ岳と前穂高岳に登山して「日本アルプス」を命名した人物で、サトウは富士山に最初に登った外国人としても知られる。
1910年には日本初の社会人山岳会である神戸徒歩会が結成された。また1924年にヨーロッパ帰りの藤木九三らによって結成されたロック・クライミング・クラブ (RCC) は岩山である六甲山を活動の場として、日本の登山界に初めてロッククライミングを紹介する役割を果たした。加藤文太郎も所属した山岳会である。
六甲山地南斜面の河川は下流の神戸に度々大水害をもたらし、その予防・減災の為に、六甲山地に於ける近代登山確立後には、数多くの砂防堰堤が設けられ続けており、嘗ての様な沢登りの趣は失われ続けている。同様に近代登山発祥期には、伐採・荒廃が進んで優れていた稜線・峰からの見晴らしも、同様な防災を目的とした植林成長に伴い失われ続けている。

### 縦走
六甲山の東西に長い山系を縦走することも登山コースとして知られている。この縦走路は、加藤文太郎ゆかりのコースである。神戸市主催大会での縦走路は須磨浦公園（神戸市須磨区）から宝塚駅（宝塚市）までの約56キロメートルである。毎年、六甲全山縦走大会が開かれる。11月に神戸市主催の大会が、3月第2日曜日に兵庫県勤労者山岳連盟主催の大会が、3月最終日曜日にヒヨコ登山会主催の大会が開かれるほか、企業や個人で行われることも多い。
大会に参加すると、前の人を抜けない細い道が多いため、縦走時間は10 - 15時間以上。大会では難しいが、中には六甲56キロメートルを6時間程度で走りきる猛者もいる。
神戸市主催の11月の大会では走ることが大会ルールで明確に禁止されているが、昨今のトレイルランニングブームのためか、このルールを守らない者が多く見受けられ、トレイルランナーのマナー低下が懸念されている。

#### 六甲全山縦走路

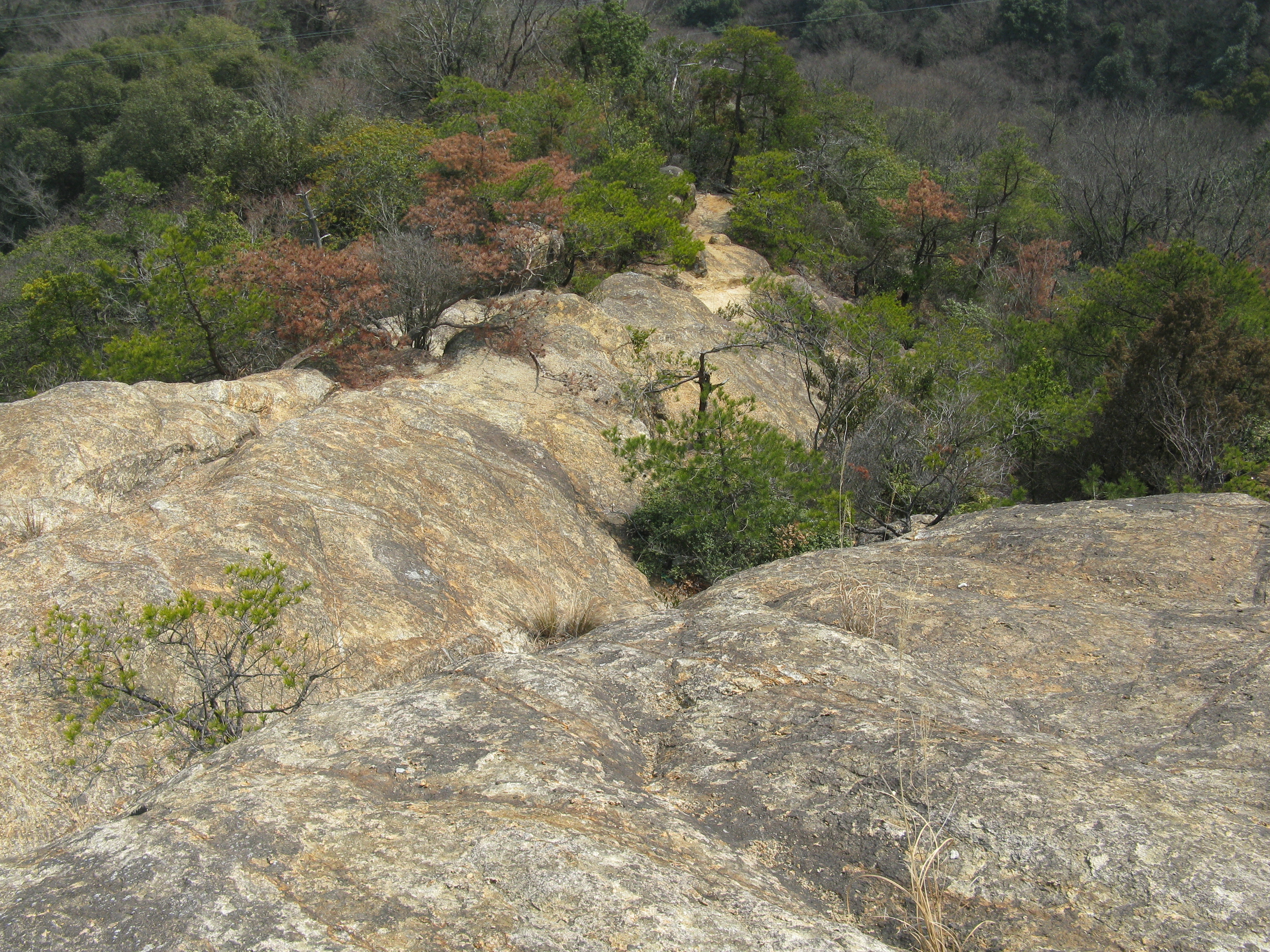
君影ロックガーデン

縦走路のルートや高度差などの情報の掲載された地図は神戸市で販売されている。
六甲山系西部
起点：須磨浦公園駅前 - 鉢伏山 - 旗振山 - 鉄拐山 - （おらが山・高倉台住宅地） - 栂尾山 - 横尾山 - 東山 - （横尾住宅地） - 高取山 - （丸山住宅地）
六甲山系中央部
鵯越駅前 - 君影ロックガーデン - 菊水山 - 鍋蓋山 - 再度山 - 摩耶山（掬星台） - 摩耶別山 - 六甲山上 - 六甲山（最高点） - 後鉢巻山 - 石宝殿（東六甲分岐点）
六甲山系東部
東六甲分岐点（主道から逸れて尾根道へ）- 水無山 - 船坂峠 - 大平山 - 岩原山 - 譲葉山 - 岩倉山 - （宝塚市街地） - 終点：宝来橋（宝塚駅手前）

### 毎日登山
神戸市近郊の山々では近隣住民による「毎日登山」が大変盛んであり、山上の茶屋などに登山の履歴を記帳するノートが設置されている山も珍しくない。高取山の毎日登山が有名である。再度山では1905年（明治38年）頃から山歩きを楽しむ居留外国人達が「善助茶屋」にサインする習慣が根づき、これが広く定着したものとされる。毎日の登山回数を競い合うもので、現在でも続いており善助茶屋跡には「毎日登山発祥の地」の石碑が1978年（昭和53年）に建てられた。当初は「毎朝登山」と呼ばれ大正時代には400以上の登山団体があったとされる。2006年に開催されたのじぎく兵庫国体の縦走競技でも、神戸市立布引中学校（新神戸駅付近）からスタートして北向きに登り途中から全山縦走路に合流、摩耶山山頂のゴールに至るコースが採用された。神戸市では「神戸市民山の会 毎日登山累年成績表彰式」を恒例で行っており、11の山筋で季節を問わず年中無休で毎日登山をしている市民を表彰している。これまでに22,000回登山（平成25年度）を超えている強者もおり、その回数が突出している毎日登山愛好家もいる。

### その他登山道
六甲山系の登山道は無数にあり、多くの主要な道は名前がつけられていて、神戸市内の主要な登山道は神戸市市道として指定されている場合がある（例）。

#### ロックガーデン中央稜・魚屋道（ととやみち）
現在、最もポピュラーなハイキングルートは、芦屋川から高座の滝登山口を経てロックガーデン中央稜を登り、風吹岩で魚屋道と合流し雨ヶ峠を経由して最高峰に至り、有馬温泉に下るものである。
起点：芦屋市・東灘区の高座の滝 - 風吹岩 - 六甲山最高峰 - 有馬温泉

#### 魚屋道（ととやみち）
古くから使われてきた横断路である。阪神側から有馬温泉へと抜ける最短の道であり、温泉街へ瀬戸内海の新鮮な魚介類を届ける魚屋が使用した道であることから、この名前がある。全長 12キロメートル。幾つかある有馬街道の一。
起点：東灘区深江 - 風吹岩 - 六甲山最高峰 - 有馬温泉

#### 石切道（いしきりみち）
六甲山の花崗岩を石材として切り出して運搬した道である。切り出した石材を加工した川原の加工場が、石屋川であり、そこで加工した石材が御影浜から積み出されたため、御影石の名称が生まれた。産業規模で御影石を新規に切り出す事は昭和中期に打ち切られており、石屋川～住吉川水系産本御影石の新規入手は相当に困難である。
住吉川 - 六甲ガーデンテラス

#### 徳川道（とくがわみち）
慶応3年（1867年）12月7日に開通した、西国街道の迂回路。兵庫港が開港されることとなり、外国人との不都合な接触を恐れた幕府が作ったため、徳川道の名がある。全長約33キロメートル で、総予算額は当時の貨幣で3万6,189両であった。兵庫港開港と同一日12月7日に開通したが、同時期に江戸幕府が崩壊し明治新政府となり参勤交代が無くなったため、徳川道が公式に使われることはなかった。その後慶応4年（1868年）8月13日付で廃止され、使う人も減り廃道となった。
さらに鈴蘭台や須磨ニュータウンなどの大規模な宅地開発が行われたため、鈴蘭台より西の区間は白川に痕跡が残る以外、道跡はほとんど失われている。しかし、杣谷登山口から森林植物園の間約4.7キロメートル は摩耶山周辺の登山道として再整備され、徳川道を歩くことができる。かつて1970年代に神戸市が整備したハイキングコース旧「太陽と緑の道」は、この徳川道をベースにしていたものもあった。
起点：西国街道（現在の国道2号線 灘区御影石町付近） - 石屋川 - 阪急六甲駅南・八幡町 - 神戸護国神社 - 杣谷（そまだに）登山口  - （杣谷沿い） - 杣谷峠 - （摩耶山北斜面） - 桜谷分岐 - （生田川沿い） - 森林植物園東門 - 弘陵学園高校正門前 - 北区山田町小部 - 鈴蘭台 - 白川 - 高塚山 - 終点：西国街道（現在の国道2号線 明石市大蔵谷付近）

#### シュラインロード
別名、唐櫃道（）・行者道。江戸時代の北摂と灘を結ぶ間道。当時、辻斬りや夜盗が横行したため、道中の安全と行商の商売繁盛を祈願して、石仏が多数安置され、行者堂と呼ばれる堂が建立された。明治以後、神戸外国人居留地の外国人たちが、この道をハイキングした際に、多くの祠にちなんで、シュラインロードの名を付けた。
北区唐櫃 - 六甲山 - 灘区

#### アイスロード
六甲山頂付近の池畔にあった氷室に貯蔵された氷を運搬した道。後世、アイスロードと称せられるようになった。氷でできた道ではない。
六甲山ホテル - 六甲ケーブル下駅

#### トゥエンティクロス
布引谷の渓流伝いに左岸と右岸とを渡り返すことが20回に及ぶことから、この名がある。現在は布引ダムが完成し、ハイキングコースも整備されているため、渡り返すのは数回になっている。摩耶山に登る登山道の一部として使われることが多い。
市ヶ原 - 布引谷

#### カスケードバレイ（杣谷道）
都賀川支流の杣谷川（）に設けられた長峰堰堤の右岸側にある杣谷登山口より、摩耶山と長峰山の間を流れる杣谷川沿いに谷間を登る。途中、杣谷川に設けられた摩耶堰堤、摩耶第二堰堤、摩耶第三堰堤の横を通過、また、何度も杣谷川を横断する。杣谷峠で奥摩耶ドライブウェイと合流。休憩処やトイレのある峠からは穂高湖眼下に広がる。この道は徳川道の一部でもある。摩耶山に登る登山道の一部として使われることが多い。
起点：灘区長峰堰堤の杣谷登山口 - 杣谷峠

#### 上野道
摩耶ケーブル駅の西側の登山口より、ケーブル路線西側の尾根筋を登る。登山口付近は五鬼城展望公園と命名されている。登山道はケーブル虹駅付近を経由し、摩耶山頂に続く尾根筋を登ると旧天上寺仁王門前で青谷道と合流。廃寺跡の長い石段を登ると摩耶史跡公園として整備された旧天上寺境内。ここで道は二手に別れ、天狗岩や摩耶山頂の三角点付近を経由する尾根道と、掬星台へ最短コースとなる森林浴コースのどちらかを進み、掬星台に至る。この道は、旧天上寺の表参道として使われていた道の一つ。
起点：灘区箕岡通の上野道登山口 - ケーブル虹駅 - 仁王門・旧天上寺跡の史跡公園 - 摩耶山掬星台

#### 青谷道
灘区城の下通の西郷川（青谷川）に架かる橋の東隣にある登山口より、川沿いの谷間を登る。観光茶園の静香園付近まではコンクリート舗装の整備された道が続く。さらに青谷川沿いの谷間を登って行くと、あけぼの茶屋、成田不動明王、大日大聖不動明王、滝修行の場であった不動の滝がある。不動の滝を過ぎると急な登坂となり、一気に高度を上げて旧天上寺跡の仁王門前で上野道に合流する。この道は、旧天上寺の表参道として使われていた道の一つでもあり、摩耶山に登る登山道の一部として使われることが多い。
起点：灘区城の下通の青谷道登山口 - 観光茶園 - 不動の滝 - 旧天上寺仁王門

#### 多発する六甲山での遭難
市街地から近いこともあり手軽に登山が楽しめる地理的条件を備えるが、急峻な場所もあり毎年六甲山で遭難する事例が後を絶たない。滑落や転落は元より、道に迷ったり午後から登山を開始して明るいうちに下山できず懐中電灯等を装備していないために日没後に一歩も動けなくなる事例が多発している（京都市右京区の愛宕山でも日没後に行動不能になる事例が多発している）。2006年には、下山中の男性が遭難するも24日後に奇跡的に生還する遭難事故が発生している(六甲山遭難事故)。六甲山は手軽な登山コースであるが山を甘く見ることなく十分な注意が必要である。

## 眺望と夜景

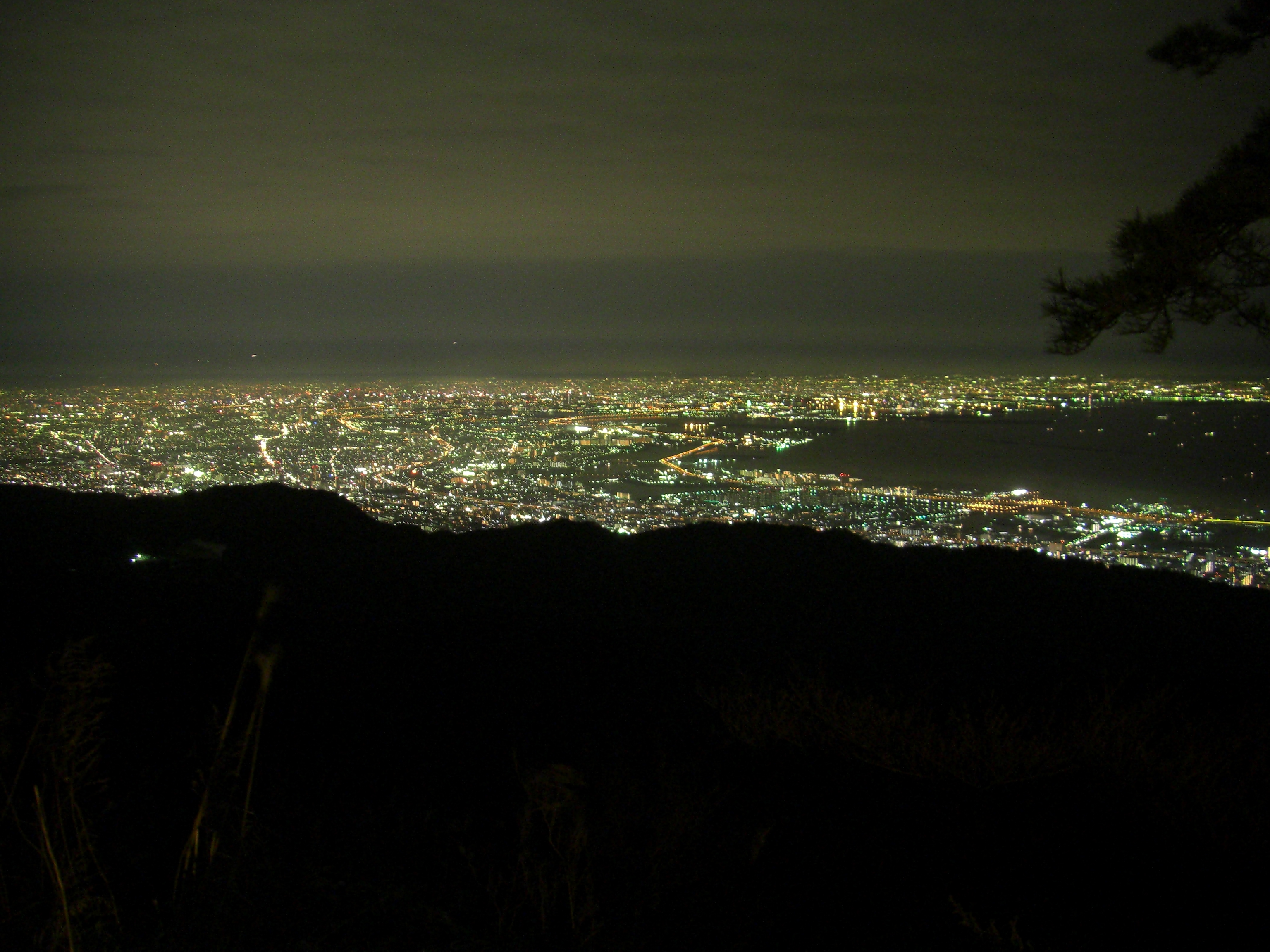
六甲山からの阪神地域の夜景

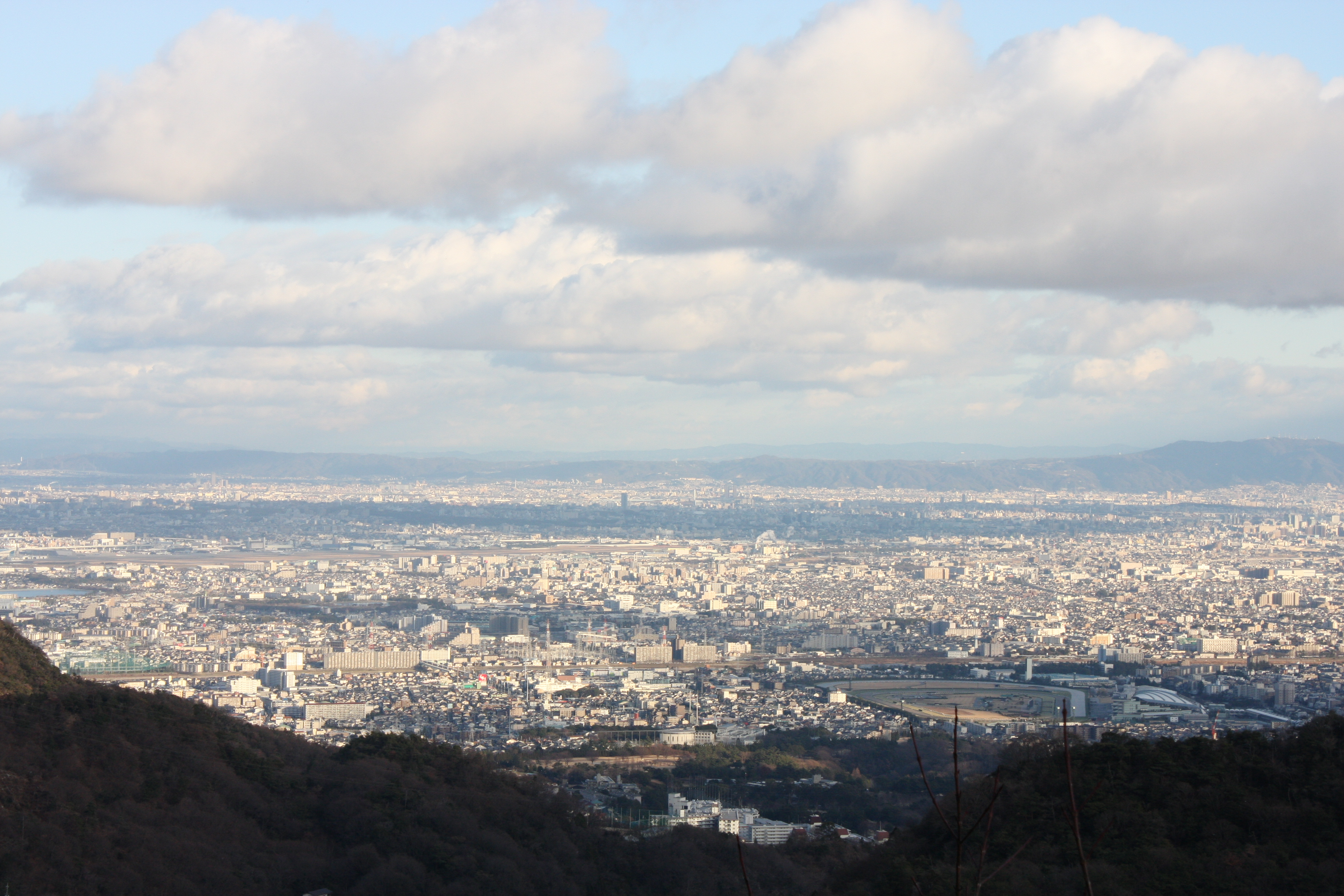
兵庫県道82号 山口町船坂からの大阪平野眺望

六甲山上からの眺望は開けた景色を望むことができ、西の明石海峡大橋や淡路島や播磨平野、その海岸線に迫る六甲山系が見てとれ、南には金剛山や泉州地域の海岸線、関西国際空港、神戸空港、紀伊水道の友ヶ島なども望める。東には生駒山や大阪(阪神)平野一帯、大阪国際空港（伊丹空港）などの眺望が可能で、淀川や大阪市内もはっきりと見ることができる。空気が澄んでいればさらに遠く四国、中国山地や丹波高地、紀伊半島の紀伊山地の山並みまで見ることができる。
また直下には神戸の市街地や臨海地帯が迫って見えることもあり、その山上からの高低差とスケール感のある広角な視界が得られることにより大変みはらしの良い眺望が可能で、多くの観光客が訪れるスポットである。下界を見下ろせる所々には展望台が設置されており六甲山から見下ろす夜景は日本三大夜景の一つとされ、夜景の美しさを表現する際によく用いられる「100万ドルの夜景」という言葉の発祥とされている。これはそう言われるようになった1950年頃、山頂から見えた一帯の電灯の1ヵ月分の電気代がおよそ100万ドルだったからであるが、2005年に改めて関西電力の協力も得て現在（2005年）の電気使用量・料金・レートから計算し直し、今では「神戸1000万ドルの夜景」と称されている。

### 掬星台
掬星台は摩耶山山上にある展望台。

### 凌雲台
最高峰西方の六甲山上東端に位置し、東南方向に展望が開けている。商業施設六甲ガーデンテラスがあり、六甲山カンツリーハウス、六甲有馬ロープウェー六甲山頂駅が隣接している。

### 天覧台
六甲ケーブルの六甲山上駅近くにある展望台で1981年（昭和56年）に昭和天皇が来訪したことを記念して「天覧台」と命名された。

### ヴィーナスブリッジ
ヴィーナスブリッジは諏訪山の中腹、標高約160メートルにある螺旋橋。金星台とよばれる展望台とともに諏訪山公園を構成する。

### 鉢巻き展望台
鉢巻展望台は表六甲ドライブウェイ途中にある駐車場の整った展望台。

### 布引ハーブ園

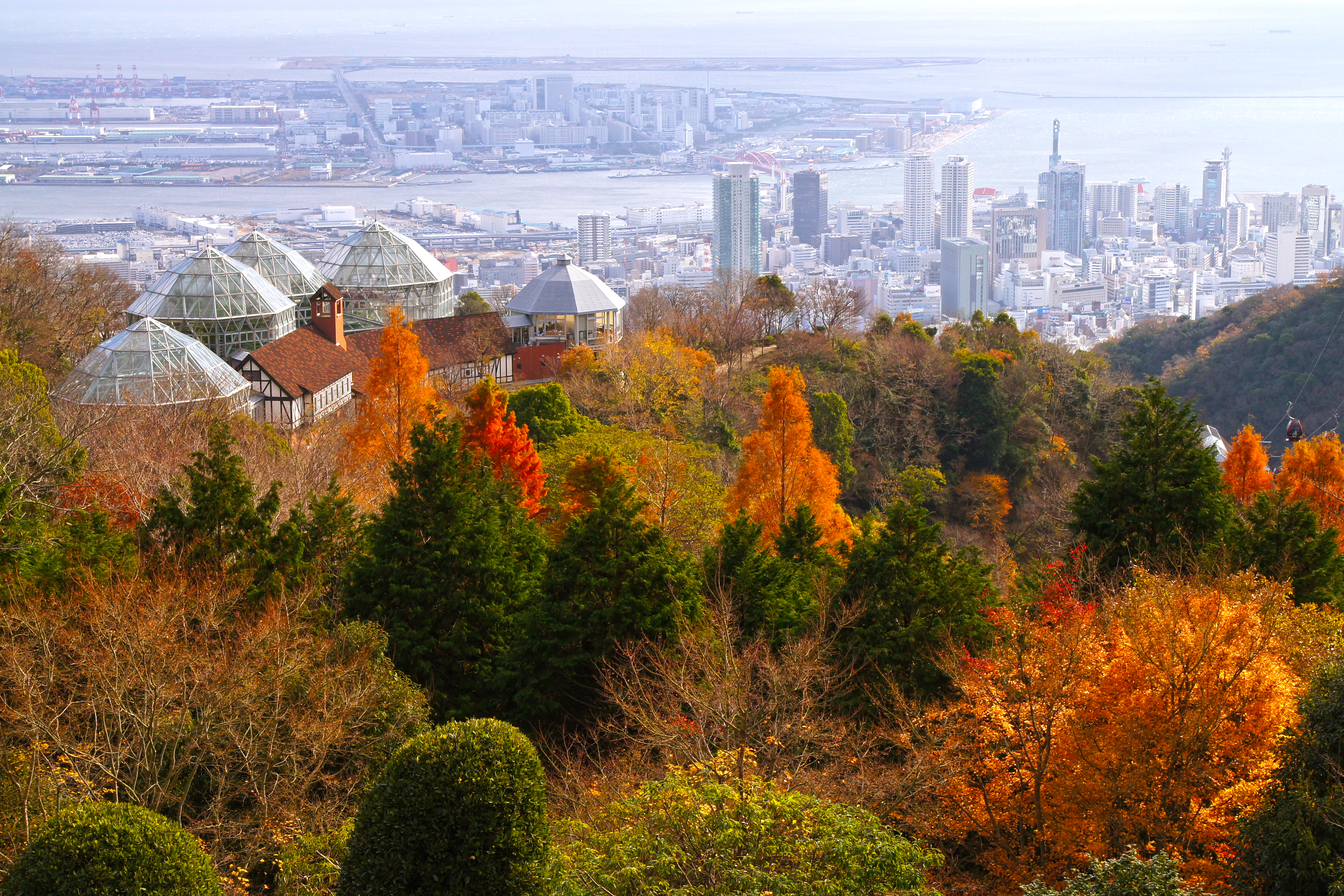
布引ハーブ園

布引ハーブ園は新神戸ロープウェー風の丘駅と布引ハーブ園駅間にある植物園。

### その他
芦有道路や兵庫県道82号大沢西宮線などからも市街地などの眺望が楽しめる。

## 温泉

### 有馬温泉

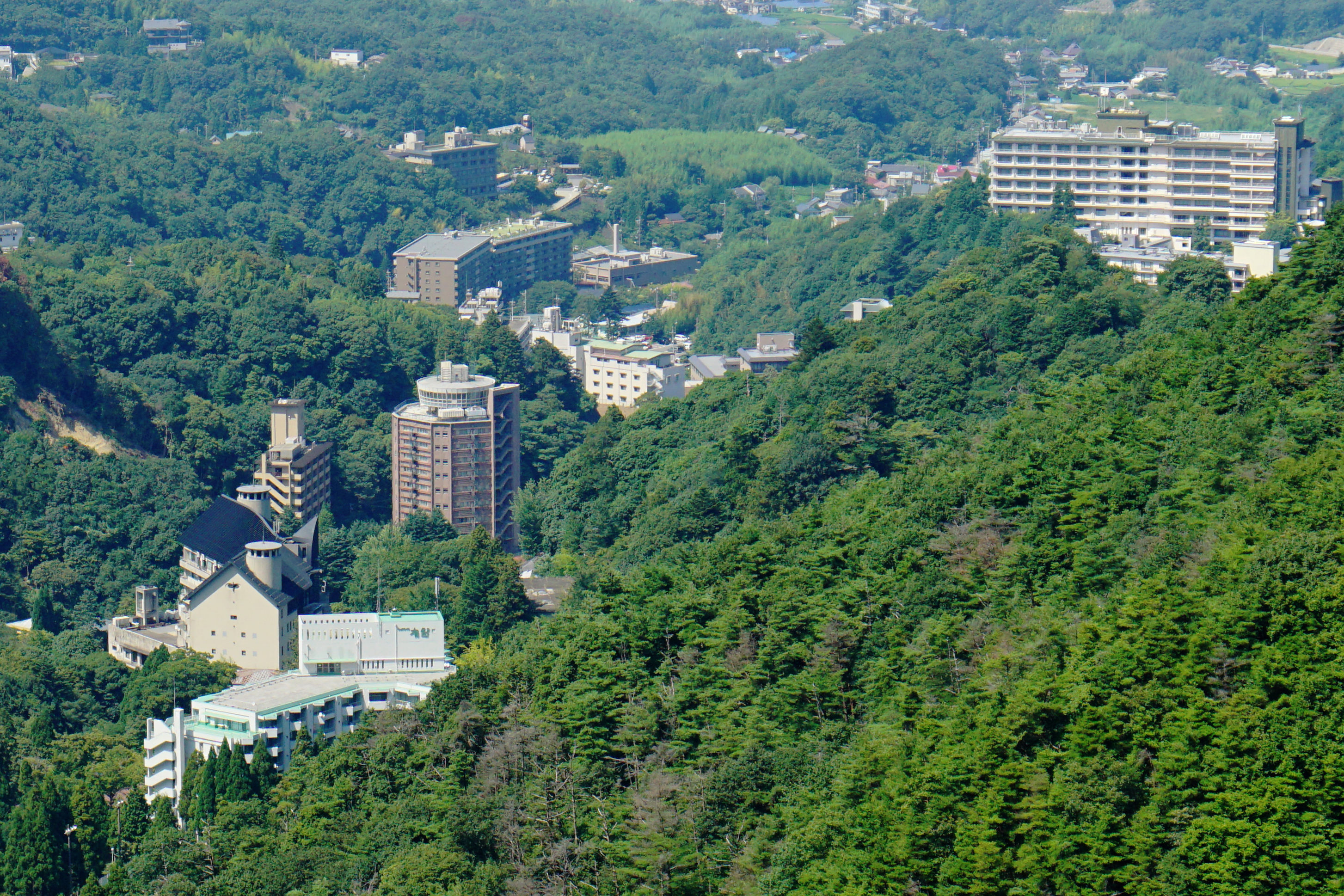
有馬温泉

神戸市北区にある温泉。

### 武田尾温泉
宝塚市と西宮市境界の山間部にある温泉。

### その他
普通公衆浴場（風呂屋・銭湯）として営業している灘区に二店舗ある灘温泉（六甲道店は近代建築としても知られる）、西宮市の甲子園浜田温泉をはじめ、兵庫区の湊山温泉など市街地にはいくつか六甲山系を源とする温泉の施設がある。

## 交通

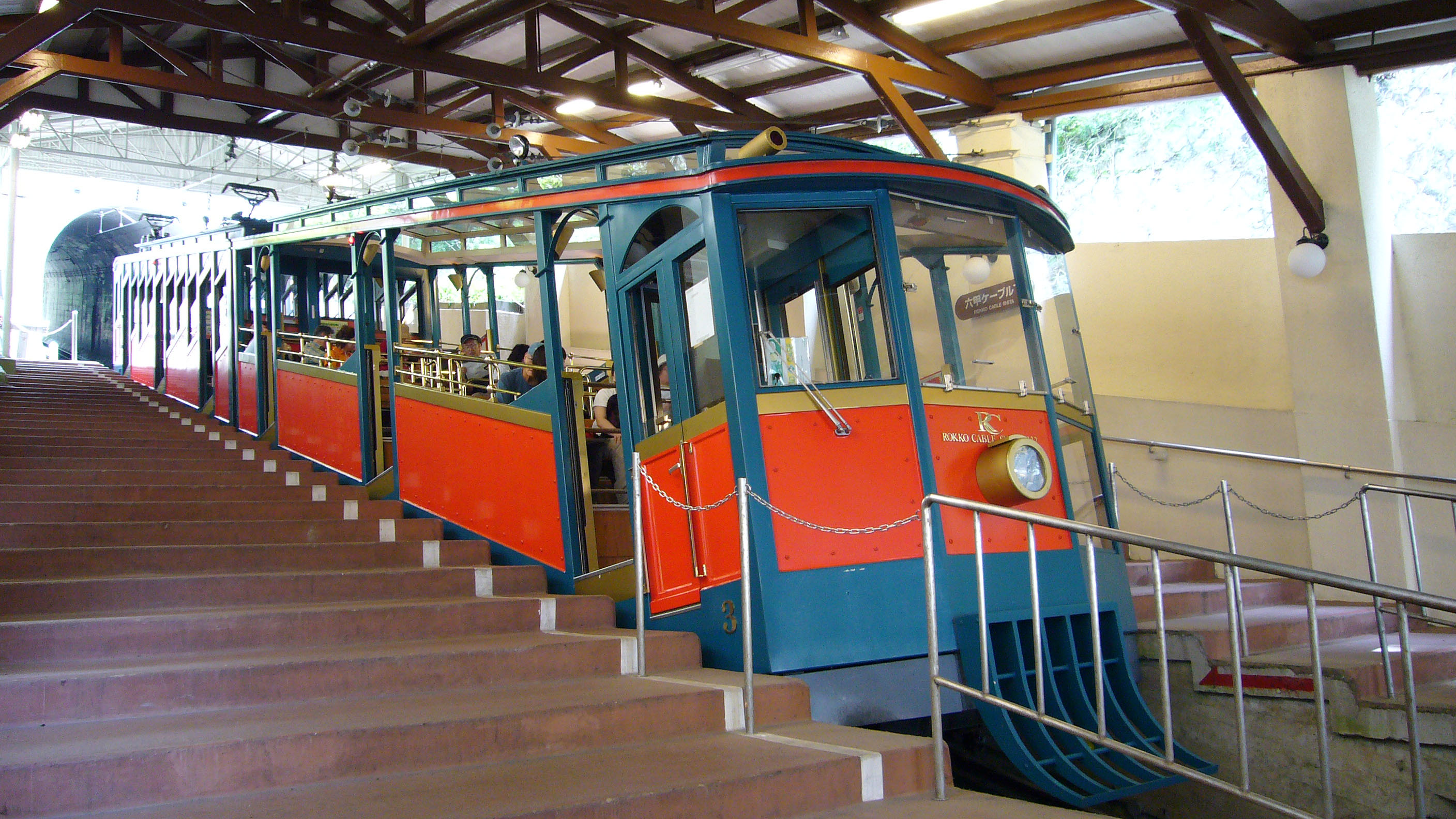
六甲ケーブル

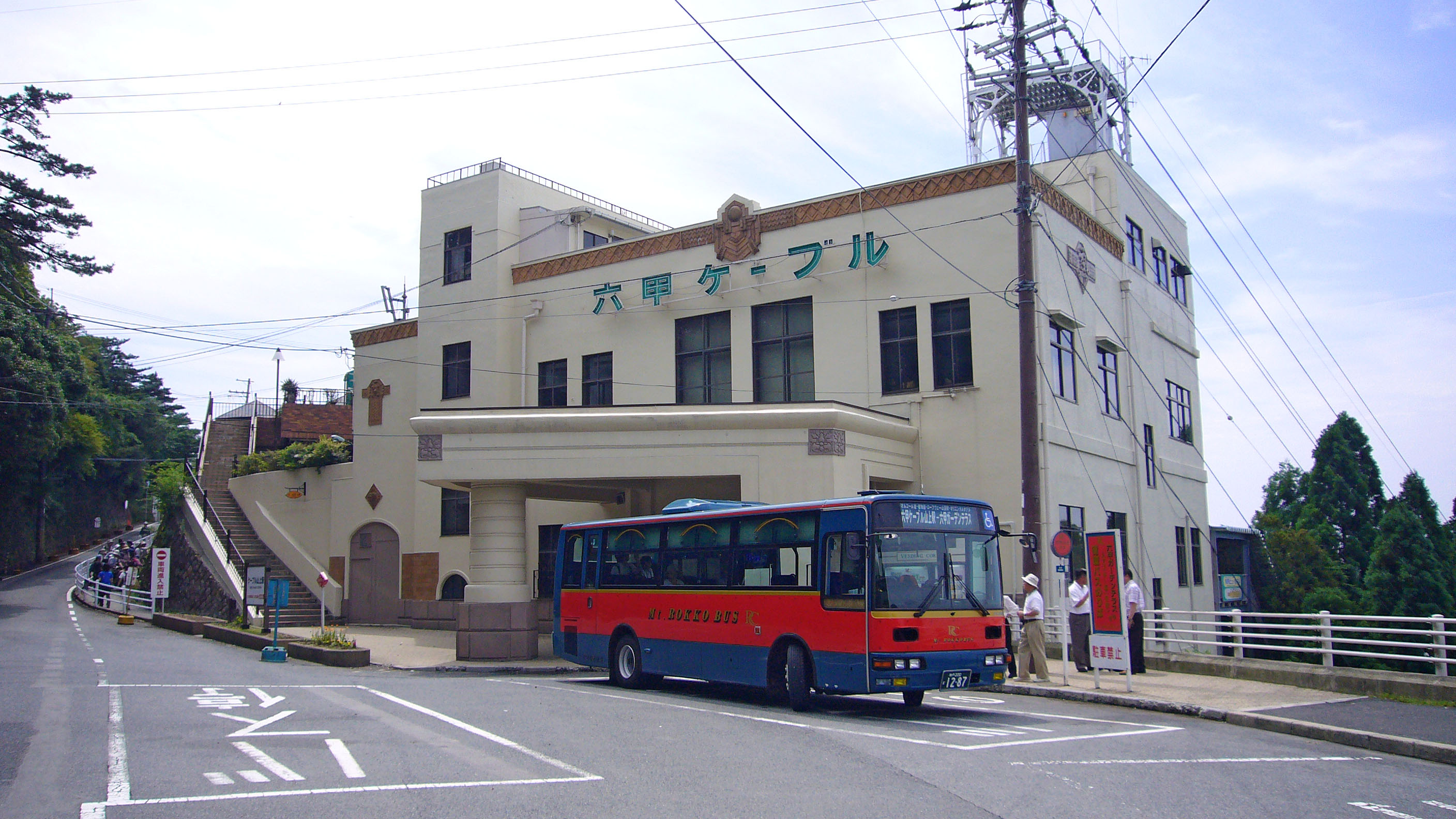
六甲山上循環バス

### 鉄道
- 神戸市営地下鉄西神・山手線 - 北神線
- JR神戸線 - 福知山線
- 阪急神戸本線 - 今津線 - 甲陽線
- 神戸電鉄有馬線
- 六甲ケーブル - 六甲有馬ロープウェー
- 摩耶ケーブル - 摩耶ロープウェー
- 山陽新幹線（六甲トンネル）- 新神戸駅 - 神戸布引ロープウェー
- 山陽電気鉄道本線 - 須磨浦ロープウェイ

なお1931年から1944年にかけては、阪急傍系会社の六甲登山架空索道による索道線（ロープウェイ）も、六甲ケーブルに並行する形で存在していた。

### バス
- 神戸市営バス
- 神姫バス
- 六甲山上循環バス
- 六甲摩耶スカイシャトルバス
- 阪急バス

### 道路

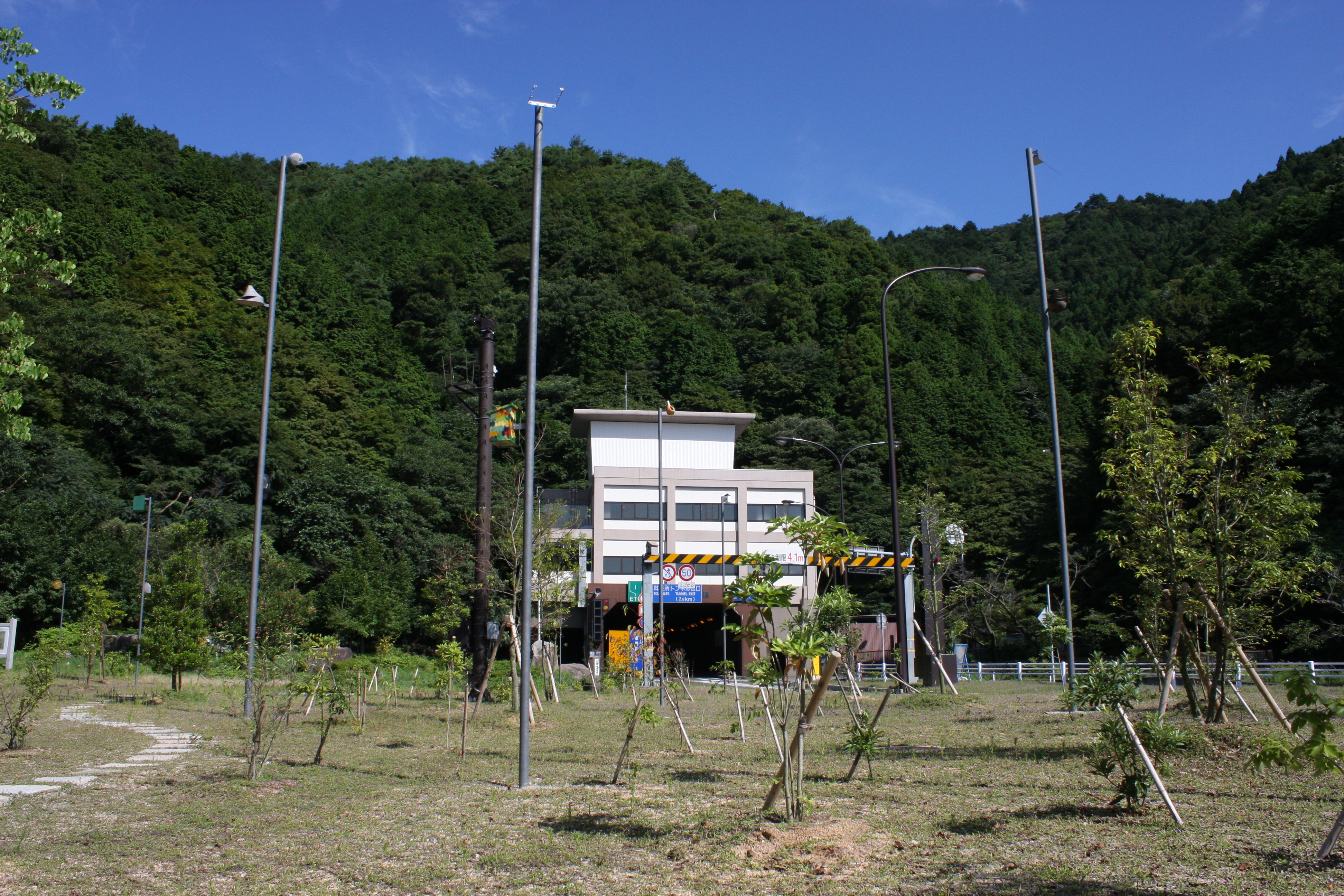
六甲山トンネル南側入口

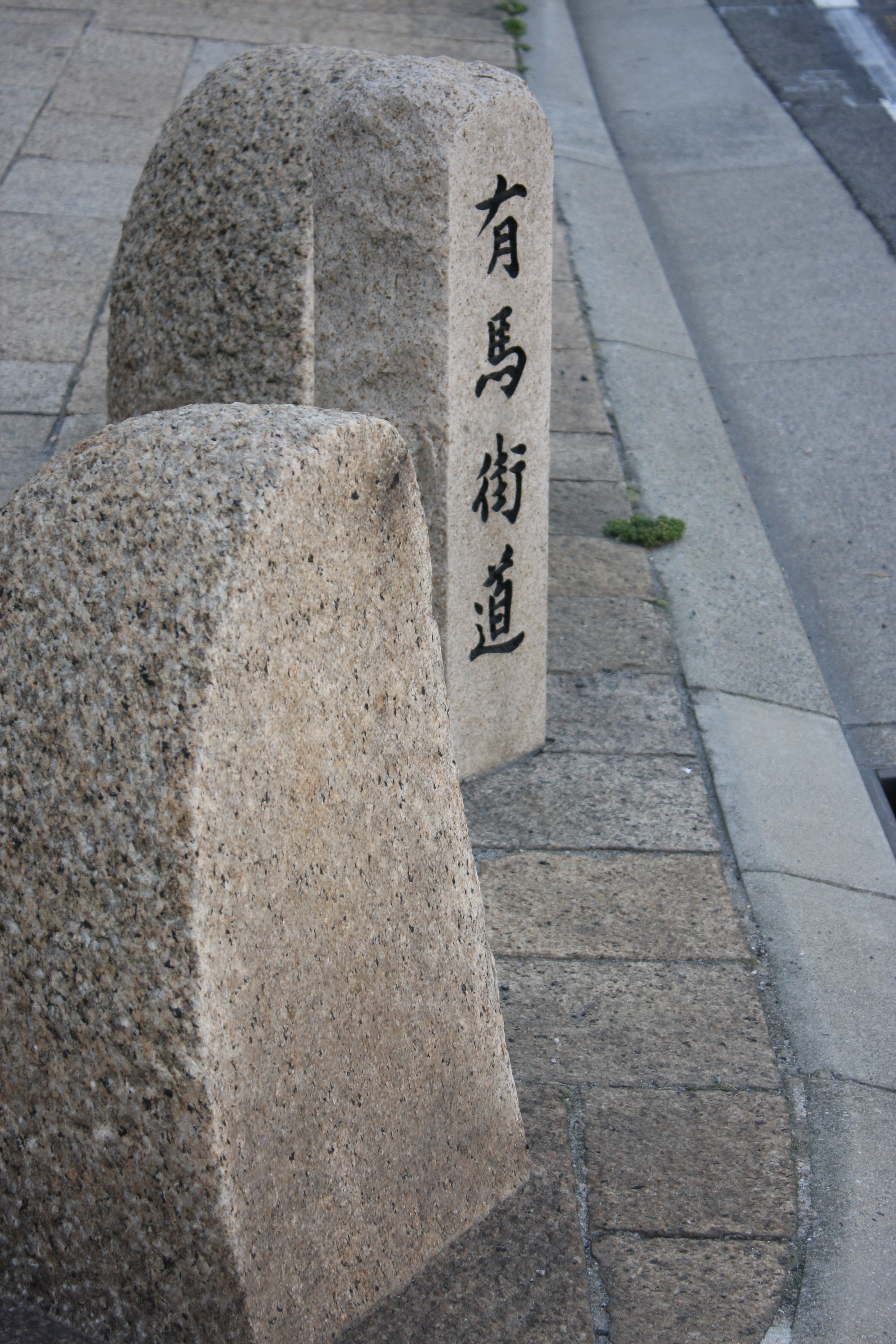
平野交差点

- 兵庫県道16号明石神戸宝塚線 - 六甲山上を東西に横断する県道。一部区間ではサンセットドライブウェイや東六甲ドライブウェイの呼称もある。
- 兵庫県道51号宝塚唐櫃線 - 宝塚市から六甲山北側を抜け有馬口までの県道 別名湯山街道
- 兵庫県道82号大沢西宮線 - 六甲山系の東端、西宮市と神戸市北区を南北に結ぶ県道
- 西宮北道路 - 県道82号の一部 盤滝トンネル道路部の名称
- 芦有ドライブウェイ - 芦屋市と有馬を結ぶ民間有料道路
- 兵庫県道95号灘三田線 - 神戸市灘区と三田市間を結ぶ県道で、六甲山を南北に縦断する
- 六甲有料道路 - 県道95号の別名称で、表・裏六甲ドライブウエイと六甲山トンネル区間の別名。六甲山トンネル部のみ有料。
- 六甲北有料道路 - 六甲有料道路に連なる県道95号の別名有料道路。神戸三田ICに直結する。
- 表六甲ドライブウェイ - 六甲有料道路の一部で無償化されている。灘区から山上に上がる道路で中腹で六甲山トンネルと分岐。
- 裏六甲ドライブウェイ - 六甲有料道路の一部で無償化されている。北区から山上に上がる道路。
- 六甲山トンネル - 県道95号に含まれる有料トンネル
- 新神戸トンネル有料道路 - 六甲山を南北に貫き新神戸と箕谷を結ぶ、上下各2車線の有料トンネル
- 兵庫県道15号神戸三田線 - 神戸市兵庫区から北区日下部までの県道
- 有馬街道 - 県道15号の別名。国道428号と重複する。およびこれ以外の複数の道路（山道を含む）の呼称でもある。
- 国道428号 - 県道15号と重複する国道。小部峠で六甲山を越える。
- 神戸市道夢野白川線 - 神戸市兵庫区から須磨区までの市道（旧西神戸有料道路）
- 山麓バイパス - 新神戸から北区ひよどり台に東西に建設された有料トンネル道路
- 阪神高速7号北神戸線 - 六甲山北側山麓に沿うように建設された阪神高速道路
- 阪神高速道路31号神戸山手線 - 7号北神戸線と接続し神戸市北区から須磨区を経て長田区への阪神高速道路
- 第二神明道路 - 六甲山系西端の神戸市須磨区から明石方面への有料道路

## その他
- 新日本旅行地100選に選定されている。
- 一部の登山者によって、登山道脇の岩石に、ペンキで勝手に道標の矢印などを書き込むケースが多発している。矢印に従って歩いていたハイカーが、道に迷うケースも続出しており、地元の登山会が注意を呼びかけている[26][27]。